# The Beatles
The Beatles là một ban nhạc rock người Anh được thành lập tại Liverpool vào năm 1960, bao gồm John Lennon, Paul McCartney, George Harrison và Ringo Starr. Họ được coi là ban nhạc có ảnh hưởng nhất mọi thời đại và là một phần không thể thiếu trong sự phát triển của văn hóa phản kháng những năm 1960 và trong việc công nhận âm nhạc đại chúng như một loại hình nghệ thuật. Khởi nguồn từ skiffle, beat và rock 'n' roll những năm 1950, âm nhạc của họ kết hợp với các yếu tố của nhạc cổ điển và nhạc pop truyền thống theo nhiều cách sáng tạo; ban nhạc sau đó đã khám phá những phong cách âm nhạc khác nhau, từ ballad và âm nhạc Ấn Độ đến psychedelia và hard rock. Là những người tiên phong trong việc thu âm, sáng tác và trình bày ca khúc, The Beatles đã cách mạng hóa nhiều khía cạnh của ngành công nghiệp âm nhạc và thường được công chúng coi là nhà lãnh đạo của các phong trào văn hóa xã hội và thanh niên thời kỳ này.
Được dẫn dắt bởi bộ đôi sáng tác chính Lennon-McCartney, The Beatles bắt đầu xây dựng danh tiếng của mình khi chơi nhạc tại các câu lạc bộ ở Liverpool và Hamburg trong hơn ba năm kể từ năm 1960, ban đầu với Stuart Sutcliffe chơi bass. Bộ ba cốt lõi Lennon, McCartney và Harrison, sát cánh cùng nhau kể từ năm 1958, trải qua sự thay đổi về vị trí tay trống, bao gồm cả Pete Best, trước khi đề nghị Starr tham gia cùng họ vào năm 1962. Nhà quản lý Brian Epstein đã đưa họ trở thành những nghệ sĩ chuyên nghiệp, nhà sản xuất George Martin đã hướng dẫn và phối khí các ca khúc của họ, mở rộng thành công đáng kể trong nước sau bản hit đầu tiên, "Love Me Do" vào cuối năm 1962. Khi họ ngày càng trở nên nổi tiếng với cộng đồng người hâm mộ được mệnh danh là "Beatlemania", ban nhạc được đặt cho biệt danh "Fab Four" (Tứ quái), trong khi Epstein, Martin và những người khác trong đoàn quản lý của ban nhạc đôi khi được đặt cho danh hiệu không chính thức là "Beatle thứ năm".
Đến đầu năm 1964, The Beatles trở thành ngôi sao toàn cầu, mở đầu làn sóng Cuộc xâm lăng của nước Anh vào thị trường Hoa Kỳ và phá vỡ nhiều kỷ lục doanh thu. Họ sau đó còn ra mắt bộ phim đầu tay A Hard Day's Night (1964). Kể từ năm 1965, họ đã làm ra những sản phẩm có mức độ phức tạp cao hơn, bao gồm các album Rubber Soul (1965), Revolver (1966) và Sgt. Pepper's Lonely Hearts Club Band (1967), và đạt được thành công thương mại hơn nữa với The Beatles (còn được gọi là "Album trắng", 1968) và Abbey Road (1969). Năm 1968, họ thành lập Apple Corps, một tập đoàn đa phương tiện giám sát các dự án liên quan đến ban nhạc. Sau khi ban nhạc tan rã vào năm 1970, cả bốn thành viên đều gặt hái được thành công với tư cách nghệ sĩ solo. Lennon bị ám sát vào năm 1980, còn Harrison qua đời vì ung thư phổi vào năm 2001. McCartney và Starr vẫn tiếp tục hoạt động âm nhạc.
The Beatles là nghệ sĩ âm nhạc bán đĩa nhạc chạy nhất mọi thời đại, với doanh số ước tính là 600 triệu đĩa trên toàn thế giới. Họ nắm giữ kỷ lục nhiều album quán quân nhất trên UK Albums Chart (15), nhiều đĩa đơn quán quân nhất trên bảng xếp hạng Billboard Hot 100 (20) và bán được nhiều đĩa đơn nhất ở Anh (21,9 triệu). Ban nhạc được vinh danh tại Đại sảnh Danh vọng Rock and Roll vào năm 1988, và cả bốn thành viên đều được vinh danh riêng lẻ từ năm 1994 đến năm 2015. Năm 2008, họ đứng đầu danh sách những nghệ sĩ vĩ đại nhất mọi thời đại bởi tạp chí danh giá Rolling Stone. Ban nhạc đã nhận được nhiều giải thưởng lớn, bao gồm bảy giải Grammy, bốn giải Brit, một giải Oscar (cho Nhạc phim hay nhất với bộ phim Let It Be năm 1970) và 15 giải Ivor Novello. Tạp chí Time đã xếp họ vào danh sách 100 người quan trọng nhất của thế kỷ 20.

## Lịch sử

### 1957–1962: Thành lập, Hamburg và nổi tiếng tại nước Anh
Tháng 3 năm 1957, cậu nhóc 16 tuổi John Lennon lập nên nhóm nhạc skiffle gồm những người bạn của cậu ở trường Quarry Bank. Họ tự gọi ban nhạc là The Blackjacks, rồi sau đó đổi tên thành The Quarrymen vì biết rằng cái tên kia đã được một ban nhạc khác dùng. Cậu nhóc 15 tuổi Paul McCartney xin gia nhập trong vai trò guitar nền sau khi gặp Lennon vào tháng 7 cùng năm. Tháng 2 năm 1958, McCartney rủ George Harrison tới xem ban nhạc trình diễn. Cậu nhóc 14 tuổi cảm thấy ấn tượng về Lennon, song Lennon cho rằng cậu quá nhỏ để tham gia cùng nhóm. Tuy nhiên sau những nỗ lực của Harrison, cuối cùng cậu cũng được vào chơi trong vai trò guitar lead. Tháng 1 năm 1959, những người bạn cùng trường với Lennon rời nhóm, còn bản thân cậu tới học tại trường Nghệ thuật thành phố Liverpool. Ba tay guitar trẻ, lần này dưới tên Johnny and the Moondogs, đi rong ruổi khắp nơi để chơi nhạc và tìm một tay trống. Người bạn cùng trường với Lennon, Stuart Sutcliffe – người đã phải bán vài bức tranh của mình để mua chiếc bass – gia nhập nhóm vào tháng 1 năm 1960, rồi gợi ý đổi tên thành The Beatals để tri ân tới Buddy Holly và The Crickets. Họ dùng tên đó cho tới tháng 5 trước khi đổi thành The Silver Beetles, rồi được làm ban nhạc chơi lót cho ca sĩ Johnny Gentle trong một tour diễn ở Scotland. Đầu tháng 7, họ đổi tên lần nữa thành The Silver Beatles trước khi cuối cùng chọn cái tên The Beatles vào tháng 8 cùng năm.
Allan Williams, quản lý không chính thức của The Beatles, thu xếp chỗ ăn ở cho nhóm để đi trình diễn tại Hamburg, nhưng vì chưa có tay trống, họ đành thuê Pete Best vào giữa tháng 8 năm 1960. Ban nhạc 5 người lên đường 4 ngày sau, ký hợp đồng với một quản lý câu lạc bộ người Đức, Bruno Koschmider – người giúp họ có chỗ ở trong suốt 3 tháng rưỡi sau đó. Theo cây viết sử Mark Lewisohn, "họ tới Hamburg vào tối ngày 17 tháng 8, khi mà khu đèn đỏ bắt đầu hoạt động... với ánh đèn rực sáng của bao nhiêu hoạt động giải trí, với vô vàn những người đàn bà suồng sã ngồi không ngại ngần trước những cửa kính để chờ đợi đối tác."
Koschmider sở hữu 2 hộp đêm thoát y ở Hamburg, và ông quyết định để The Beatles trình diễn buổi đầu tại The Indra Club. Sau khi The Indra Club phải đóng cửa vì những lời phản ánh về tiếng ồn, ông đưa ban nhạc tới hộp đêm Kaiserkeller vào tháng 10. Sau khi ông biết rằng nhóm cũng chơi nhạc tại hộp đêm cạnh tranh Top Ten Club, Koschmider cho họ 1 tháng để giải quyết vấn đề, ngoài ra cũng cảnh cáo Harrison khi biết cậu đã khai gian để được trình diễn dưới tuổi lao động ở Đức. Harrison bị yêu cầu trục xuất vào cuối tháng 11. Chỉ 1 tuần sau, Koschmider nhận được lệnh bắt McCartney và Best sau khi họ cố ý gây cháy tấm thảm trong phòng, và rồi sau đó là quyết định trục xuất. Lennon trở lại Anh vào tháng 12, trong khi Sutcliffe quyết định ở lại Hamburg cùng cô gái mà anh đính hôn, Astrid Kirchherr – người chụp những bức ảnh bán chuyên nghiệp đầu tiên cho The Beatles.
Trong suốt 2 năm sau đó, The Beatles có những chuyến đi định kỳ ở Hamburg, nơi mà họ được tiếp xúc với preludin nhằm đảm bảo khả năng sáng tạo và cả thể lực cho những buổi diễn thâu đêm. Năm 1961, trong lần thứ 2 ban nhạc tới đây, Kirchherr đã cắt kiểu tóc mới cho Sutcliffe theo phong cách "exi", rồi sau đó cho tất cả các thành viên của The Beatles. Sau khi Sutcliffe quyết định rời nhóm để theo học nghệ thuật ở Đức, McCartney chuyển sang chơi bass. Nhà sản xuất Bert Kaempfert ký hợp đồng mới với ban nhạc 4 người vào tháng 7 năm 1962 và họ trở thành ban nhạc chơi lót cho Tony Sheridan trong khoảng thời gian ngắn sau đó.

Bức điện tín Epstein gửi cho tạp chí Mersey Beat thông báo hợp đồng thu âm đầu tiên của The Beatles

Sau chuyến đi lần thứ 2 tới Hamburg, The Beatles bắt đầu có được chút tiếng tăm ở Liverpool với phong trào Merseybeat lan rộng. Tuy nhiên họ cũng bắt đầu cảm thấy nhàm chán vì phải trình diễn lặp đi lặp lại tại vài tụ điểm ngày qua ngày. Tháng 11 năm 1961, trong một lần diễn tại hộp đêm The Cavern Club, họ gây chú ý tới Brian Epstein, một doanh nhân trẻ tuổi sở hữu chuỗi cửa hàng lớn trong vùng. Sau này, Epstein nhớ lại: "Tôi ngay lập tức thấy thích thú với những gì tôi được nghe. Họ trẻ trung, họ thật thà, và họ có những tố chất mà tôi nhìn thấy... của một ngôi sao." Epstein tiếp xúc với ban nhạc trong khoảng 2 tháng sau đó, và nhóm cũng đồng ý nhận ông làm quản lý vào tháng 1 năm 1962. Sau khi nghe thử vài bản thu âm, Decca Records từ chối sản xuất cho nhóm với lời bình "Mấy ban nhạc chơi guitar sắp chết cả rồi, thưa ngài Epstein." Bi kịch ập đến ngay khi họ quay trở lại Đức vào tháng 4, khi Kirchherr gặp họ ở sân bay để thông báo Sutcliffe vừa qua đời vào đêm hôm trước vì xuất huyết não. Vận may cuối cùng đã tới khi 1 tháng sau, nhà sản xuất George Martin của hãng đĩa Parlophone đồng ý ký hợp đồng thu âm chính thức đầu tiên với The Beatles.
Những buổi thu đầu tiên của Martin với ban nhạc được thực hiện tại phòng thu Abbey Road Studios của EMI ngày 6 tháng 6 năm 1962. Martin lập tức than phiền với Epstein về cách chơi trống kém cỏi của Best và yêu cầu tìm kiếm một tay trống tạm thời. Vốn không hài lòng với thái độ của Best từ trước đó, The Beatles quyết định sa thải anh vào giữa tháng 8 và thay thế bằng Ringo Starr, thành viên của nhóm Rory Storm and the Hurricanes. Ngày 4 tháng 9, họ thu âm ca khúc "Love Me Do" với Starr chơi trống, song Martin vẫn không hài lòng và tuyển Andy White trong buổi thu thứ 3 vào 1 tuần sau để thực hiện 3 ca khúc "Love Me Do", "Please Please Me" và "P.S. I Love You". Martin đã chủ ý dùng bản thu với Starr chơi trống làm đĩa đơn cho ca khúc "Love Me Do" chứ không phải là phiên bản cuối cùng phát hành với White chơi trống và Starr chơi sắc-xô. Được phát hành vào tháng 10, "Love Me Do" đạt vị trí số 17 tại bảng xếp hạng của Record Retailer. Họ lần đầu lên truyền hình cũng trong tháng đó khi trình diễn trực tiếp trong chương trình tin tức People and Places. Một buổi thu nữa vào cuối tháng 11 giúp họ hoàn tất ca khúc "Please Please Me" mà Martin khẳng định: "Đây sẽ hẳn là ca khúc quán quân đầu tiên [của ban nhạc]."
Tháng 12 năm 1962, The Beatles thực hiện chuyến lưu diễn thứ 5 và cuối cùng của họ ở Hamburg. Năm 1963, tất cả đạt đồng thuận rằng cả bốn thành viên đều tham gia góp giọng trong các album của nhóm – bao gồm cả Starr dù giọng anh khá hạn chế – nhằm đảm bảo tính linh hoạt cho ban nhạc. Lennon và McCartney bắt đầu cộng tác viết nhạc, và cùng với thành công của ban nhạc, đóng góp của bộ đôi trên vô tình đã kìm hãm khả năng sáng tác cũng như hát chính của Harrison. Epstein, trong nỗ lực gây dựng hình ảnh của The Beatles, đã yêu cầu ban nhạc thể hiện thái độ trình diễn chuyên nghiệp hơn. Lennon nhớ lại những gì Epstein nói: "Nhìn xem, nếu cậu muốn tới một nơi tốt hơn thì cậu phải thay đổi thôi – đừng ăn uống trên sân khấu, đừng có chửi thề, đừng hút thuốc,..." Lennon nhấn mạnh: "Chúng tôi sẽ mặc những gì chúng tôi muốn, trong và ngoài sân khấu. Ông ấy [Epstein] cho rằng mặc quần bò trông không thông minh và đề nghị chúng tôi mặc quần âu, nhưng ông ấy lại không muốn chúng tôi mặc nó tới mức phẳng phiu. Ông ấy muốn chúng tôi vẫn thoải mái trong khuôn khổ cá nhân."

### 1963–1966: Beatlemania và những năm lưu diễn

#### Please Please MevàWith the Beatles

Logo của The Beatles với chữ B viết lớn và T được kéo dài, thiết kế bởi nghệ sĩ Ivor Arbiter

Ngày 11 tháng 2 năm 1963, The Beatles thu âm cùng lúc 10 ca khúc cho album đầu tay của họ, Please Please Me. Album bổ sung 4 ca khúc mà trước đó họ đã phát hành trong 2 đĩa đơn. Sau thành công của "Love Me Do", tới lượt "Please Please Me" cũng nhận được những đánh giá tích cực: được phát hành vào tháng 1, ca khúc đạt được vị trí quán quân tại hầu hết các bảng xếp hạng ở London ngoại trừ của Record Retailer, nơi mà nó chỉ có được vị trí số 2. Nhớ lại việc The Beatles đã "gấp rút thực hiện" album đầu tay và cho ra mắt Please Please Me, nhà báo Stephen Thomas Erlewine của Allmusic bình luận: "Hàng thập kỷ sau ngày phát hành, album vẫn cho thấy sự tươi trẻ trong nó, đặc biệt ở tính căn nguyên." Lennon có nói chút suy nghĩ về việc sáng tác trong quãng thời gian đó: anh và McCartney "chỉ cố gắng viết nhạc à la Everly Brothers, à la Buddy Holly – những ca khúc pop mà không có ý nghĩa gì trong đó – để viết nhạc. Còn ca từ thì nhìn chung không đáng để ý."
Được phát hành vào tháng 3 năm 1963, album trên khởi đầu cho chuỗi 11 album quán quân trong tổng số 12 album phòng thu mà ban nhạc phát hành tại Anh. Đĩa đơn thứ ba của nhóm, "From Me to You", được ra mắt vào tháng 4 và cũng đạt được những thứ hạng cao: đây cũng chính là đĩa đơn đầu tiên trong tổng số 17 đĩa đơn quán quân tại Anh của The Beatles, ngoài ra còn có 1 đĩa đơn thứ 18 được phát hành vào năm 1976. Tới tháng 8, đĩa đơn thứ 4, "She Loves You", trở thành đĩa đơn bán chạy nhất nước Anh vào thời điểm đó khi bán được 750.000 bản chỉ trong vòng 4 tuần. Sau đó nó cũng trở thành đĩa đơn đầu tiên đạt mốc 1 triệu bản cho tới khi bị đĩa đơn "Mull of Kintyre" của Paul McCartney vượt qua vào năm 1978. Thành công đột ngột của ban nhạc trở thành tâm điểm của báo chí mà The Beatles đáp lại với một thái độ vừa châm chọc vừa dửng dưng, khác biệt hoàn toàn với những hiện tượng nhạc pop lúc bấy giờ, và điều đó càng khiến công chúng quan tâm hơn. Cùng với tiếng tăm ngày một lớn, những lời tán tụng mê muội cũng bắt đầu xuất hiện. Hào hứng với những tiếng ồn ào từ sự phấn khích của khán giả, báo chí bắt đầu nhắc tới khái niệm Beatlemania.

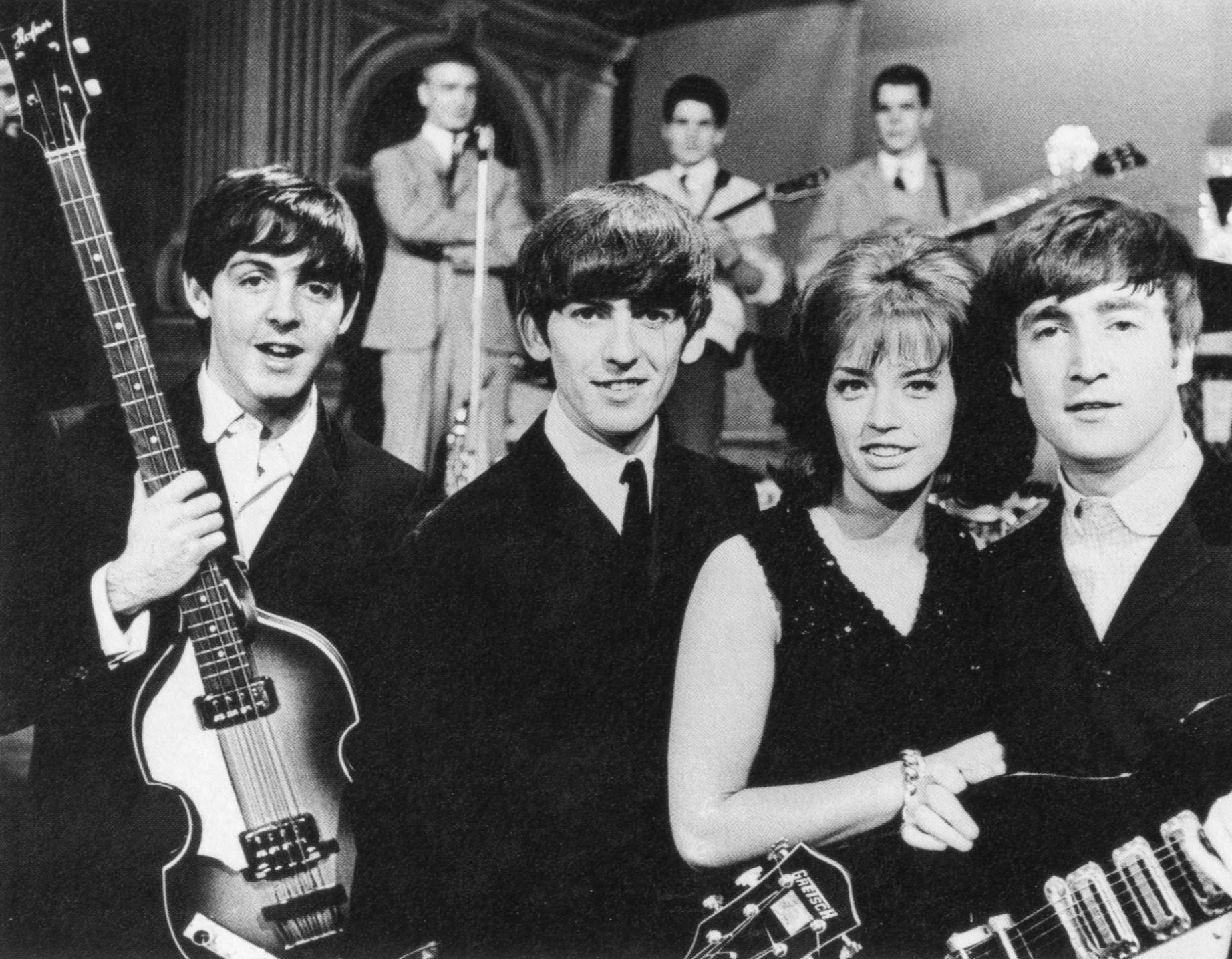
The Beatles cùng nữ ca sĩ Lill Babs trên chương trình truyền hình của Thụy Điển, Drop-In, ngày 30 tháng 10 năm 1963

Cuối tháng 10, The Beatles bắt đầu đi tour tại Thụy Điển – chuyến lưu diễn nước ngoài đầu tiên của họ kể từ chuyến đi cuối cùng tới Hamburg vào tháng 12 năm 1962. Khi họ quay trở lại Anh, theo Lewisohn, "hàng trăm khán giả điên loạn" chào đón họ dưới cơn mưa ở sân bay Heathrow. Khoảng 50 tới 100 phóng viên và nhiếp ảnh gia cũng có mặt theo đoàn tiếp đón từ BBC: đây cũng là lần đầu tiên cho hơn 100 sự kiện tương tự sau này. Ngày hôm sau, ban nhạc bắt đầu thực hiện tour diễn thứ 4 vòng quanh nước Anh chỉ trong vòng 9 tháng, và lần này tour diễn kéo dài 4 tuần. Tới giữa tháng 11, khi Beatlemania ngày một lớn, cảnh sát đã được huy động để dùng vòi rồng trấn áp đám đông quá khích trong buổi diễn của họ tại Plymouth.
Please Please Me giành vị trí quán quân tại Record Retailer trong 30 tuần, bị thay thế bởi album thứ hai của nhóm With the Beatles – sản phẩm được EMI trì hoãn ngày phát hành chỉ khi doanh số của Please Please Me có dấu hiệu đi xuống. Được thực hiện giữa tháng 7 và tháng 10, With the Beatles đã áp dụng nhiều kỹ thuật phòng thu hơn. Nó giữ vị trí quán quân trong 21 tuần và tồn tại trong bảng xếp hạng suốt 40 tuần. Erlewine viết về bản LP này là "phần tiếp theo của đặc cấp cao nhất – thứ tốt hơn cả sản phẩm trước đó." Album gây được sự chú ý tới cây viết William Mann của tạp chí The Times, người cho rằng Lennon và McCartney là "những nhạc sĩ sáng tác xuất sắc nhất nước Anh năm 1963". Tờ báo cũng cho đăng loạt bài viết của Mann với những phân tích chi tiết về phần nhạc cùng nhiều sự tôn trọng đáng kể. With the Beatles trở thành album thứ 2 trong lịch sử nước Anh đạt mốc 1 triệu bản, trước đó vốn chỉ là kỷ lục của album soundtrack phim South Pacific (1958). Khi viết lời tựa cho phần bìa album, quản lý hình ảnh của nhóm, Tony Barrow, đã dùng cụm từ "fabulous foursome", sau này được viết tắt thành "Fab Four" và trở thành tên gọi thân mật mà báo chí dùng với The Beatles.

#### Chuyến thăm Hoa Kỳ đầu tiên và British Invasion

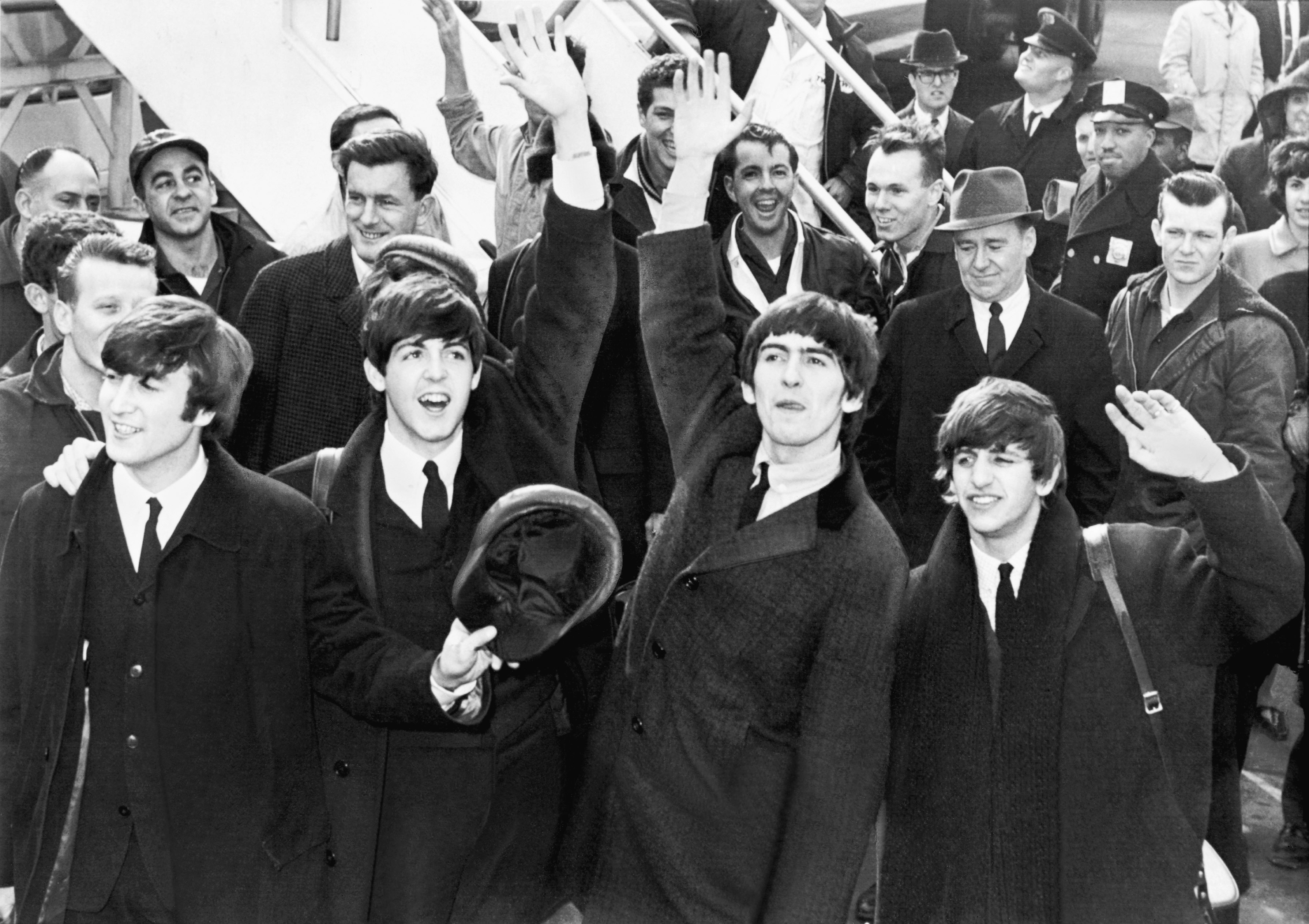
The Beatles đặt chân tới sân bay JFK, New York, ngày 7 tháng 2 năm 1964

Nhà phân phối của EMI, Capitol Records, vốn ban đầu không muốn phát hành các sản phẩm của The Beatles tại Mỹ bằng việc từ chối quảng bá những ca khúc của nhóm, bao gồm cả ba đĩa đơn đầu tay của họ. Những thương thảo với những hãng đĩa tự do cạnh tranh như Vee-Jay và Swan Records cuối cùng cũng giúp ban nhạc xuất hiện tại thị trường Mỹ vào năm 1963, song những vấn đề bản quyền và quyền lợi quảng cáo lại là trở ngại lớn để đảm bảo thành công lâu dài cho The Beatles tại đây. Thành công trên các bảng xếp hạng bắt đầu tới khi Epstein quyết định thực hiện một chiến dịch quảng bá công phu vào giữa tháng 11 với số tiền khổng lồ vào thời điểm đó, 40.000 $, nhằm đưa các ca khúc lên sóng phát thanh qua sự hỗ trợ của DJ Carrol James. Tới cuối tháng, ban nhạc được giới thiệu tới vùng Tidewater ở bang Virginia qua DJ Gene Loving của đài WGH-AM, theo kèm là những thông tin và cả áo phát tặng. Chỉ vài ngày sau, hầu hết các ca khúc trên sóng phát thanh là của The Beatles. Nhưng cũng phải đến cuối tháng 1 năm 1964, các ca khúc của họ mới được phát sóng tại New York, và rồi sau đó là trên toàn nước Mỹ với sức lan tỏa mạnh mẽ qua các đài phát thanh. Việc nhu cầu thính giả gia tăng nhanh chóng buộc Capitol Records phải gấp rút hoàn tất việc phát hành đĩa đơn "I Want to Hold Your Hand" chỉ 1 tháng sau ngày phát hành ở Anh. Được phát hành vào ngày 26 tháng 12 năm 1963, cùng với việc ban nhạc dự định tới Mỹ 3 tuần sau đó, "I Want to Hold Your Hand" nhờ đó đã bán được tới 1 triệu bản và dĩ nhiên trở thành đĩa đơn quán quân cho tới tận giữa tháng 1.
Ngày 7 tháng 2 năm 1964, The Beatles rời nước Anh tạm biệt 4.000 người hâm mộ tại sân bay Heathrow. Khi bước xuống sân bay John F. Kennedy ở thành phố New York, đã có khoảng 3.000 người tới chờ đón họ. Ban nhạc lên sóng truyền hình trực tiếp trong chương trình The Ed Sullivan Show ngày 9 tháng 2, thu hút tới 75 triệu người xem, tương đương với 23 triệu hộ gia đình và 34% dân số Mỹ lúc đó. Cây viết sử Jonathan Gould cho rằng, theo đánh giá từ Nielsen Company, đây là "chương trình được chú ý nhất lịch sử ngành truyền hình Mỹ". Sáng ngày hôm sau, The Beatles tỉnh dậy với hầu hết là những đánh giá tiêu cực và thất vọng trên toàn nước Mỹ, song buổi diễn đầu tiên của họ diễn ra vài ngày sau đó vẫn làm nổ tung sân khấu Washington Coliseum. Trở lại New York, họ cũng nhận được điều tương tự khi trình diễn 2 buổi tại Carnegie Hall. Ban nhạc tiếp đó bay tới Florida và xuất hiện trong chương trình The Ed Sullivan Show lần thứ 2, với khoảng 70 triệu người xem trực tiếp, trước khi quay trở lại Anh vào ngày 22 tháng 2.

#### A Hard Day's Night
Sự thiếu quan tâm của Capitol Records tới ban nhạc là cơ hội ngàn vàng cho đối thủ cạnh tranh trực tiếp của họ, United Artists Records, thúc giục hãng phim của mình đề nghị tới The Beatles một hợp đồng làm phim, trong đó có những ưu đãi đặc biệt với phần soundtrack. Được đạo diễn bởi Richard Lester, bộ phim A Hard Day's Night chiếm trọn 6 tuần của ban nhạc trong khoảng từ tháng 3-4 năm 1964 mà trong đó họ vào vai chính mình dưới dạng phim ca nhạc tài liệu. A Hard Day's Night giúp ban nhạc giành được những đề cử Oscar và Grammy đầu tiên, trong đó có Kịch bản xuất sắc nhất và Nhạc phim xuất sắc nhất. Bộ phim được trình chiếu lần đầu tại London và New York với thành công vang dội trên toàn thế giới, theo kèm là nhiều đánh giá so sánh họ với Marx Brothers. Erlewine đánh giá cao album soundtrack từ bộ phim, A Hard Day's Night, và cho rằng đã nhìn thấy "chính họ trong dáng vẻ một ban nhạc. Tất cả những điều nổi bật nhất trong 2 album trước đó của họ đã được dung hòa lại thành thứ âm thanh bừng sáng, hân hoan và căn nguyên, hòa hợp với tiếng guitar rung rinh và giai điệu cuốn hút." "Tiếng guitar rung rinh" đó là chiếc Rickenbacker 360/12 12-dây của Harrison vốn được nhà sản xuất thiết kế riêng để tặng anh, và album này là lần đầu tiên anh có cơ hội thu âm với nó.
Đầu tháng 4 năm 1964, The Beatles chiếm tới 12 vị trí trong bảng xếp hạng Billboard Hot 100, trong đó bao gồm cả năm ca khúc quán quân. Thành công của họ làm gia tăng mối quan tâm của công chúng tới âm nhạc Anh quốc, và nhiều nghệ sĩ khác nhờ đó cũng bắt đầu xuất hiện tại các bảng xếp hạng của Mỹ, có được thành công khi đi tour trong suốt 3 năm sau đó – quãng thời gian mà báo chí đặt tên British Invasion. Kiểu tóc của ban nhạc, vốn bị coi là cổ lỗ từ lâu và luôn bị chế giễu bởi những người lớn tuổi, trở thành biểu tượng của làn sóng mới trong văn hóa của lớp trẻ.
The Beatles đi tour vòng quanh thế giới suốt tháng 7 và tháng 8 năm 1964, diễn tổng cộng tới 37 buổi chỉ trong 27 ngày tại Đan Mạch, Hà Lan, Hồng Kông, Úc và New Zealand. Tháng 8, họ quay trở lại Mỹ, trình diễn 30 buổi tại 23 thành phố. Một lần nữa có được sự quan tâm rất lớn từ công chúng, tour diễn một tháng lần này thu hút được từ 10-20.000 khán giả cho mỗi buổi diễn kéo dài chỉ trong 30 phút tại các thành phố từ San Francisco tới New York.

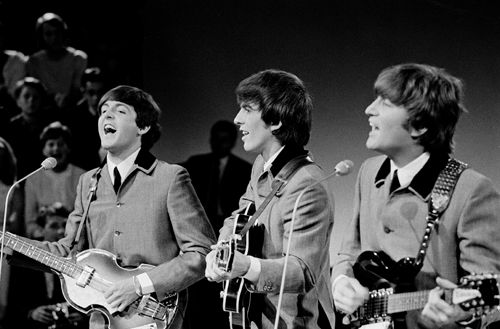
The Beatles trên truyền hình Hà Lan năm 1964

Tháng 8, nhà báo Al Aronowitz thu xếp cho The Beatles gặp gỡ Bob Dylan. Tới thăm ban nhạc tại khách sạn ở New York, Dylan đã giới thiệu cho họ cần sa. Gould quan tâm tới những mối liên quan giữa âm nhạc và văn hóa trong buổi gặp gỡ này mà theo đó, mỗi nghệ sĩ có tầng lớp người hâm mộ "thuộc về 2 thế giới hoàn toàn khác nhau": với Dylan là "những cậu nhóc nghệ sĩ và trí tuệ, lý tưởng hóa các quan điểm chính trị và xã hội, và theo phong cách bohemian ôn hòa", còn với The Beatles là "những đứa nhóc mới lớn – những cô cậu nhóc trung học sống trong thứ văn hóa được thương mại hóa bởi truyền hình, phát thanh, nhạc pop, tạp chí và thời trang. Với họ, ban nhạc là thần tượng, chứ không phải người lý tưởng hóa." Sau 6 tháng quen biết, Gould viết, "Lennon muốn thu âm theo cách bắt chước giọng mũi bè, tiếng đàn mỏng manh và những nhân vật nội tâm đa dạng của Dylan." Khoảng 1 năm kể từ ngày gặp gỡ, Dylan muốn "tiến lên, với sự trợ giúp của ban nhạc 5 người cùng chiếc Fender Stratocaster điện để đuổi những kẻ mất trí cuồng nhạc folk thuần túy ra khỏi hình tượng của anh ấy... sự khác biệt giữa tầng lớp nghe nhạc folk và nhạc rock gần như ảnh hưởng trực tiếp tới những tầng lớp khán giả [của ban nhạc]... [ý định này] cho thấy những dấu hiệu khả quan."

#### Beatles for Sale,Help!vàRubber Soul
Theo Gould, album thứ tư của nhóm, Beatles for Sale, là minh chứng rõ ràng cho sự đối lập giữa những áp lực thành công về mặt thương mại và những dự án âm nhạc tham vọng của The Beatles. Họ dự định thu âm album trong khoảng tháng 8-10 năm 1964, tiếp tục thực hiện theo cách giống với A Hard Day's Night vốn chỉ bao gồm toàn các sáng tác của riêng họ. Ban nhạc thực tế đã kiệt sức để hoàn thiện các ca khúc ở album trên, mặt khác việc đi tour với những ca khúc đó lại là một thách thức thực sự với thành công của họ. Lennon thừa nhận: "Các sáng tác đang trở thành vấn đề nghiêm trọng." Cũng vì thế, 6 ca khúc khác được chọn xen lẫn trong Beatles for Sale. Được phát hành vào đầu tháng 12 năm 1964, album tiếp tục thành công và một lần nữa cho thấy những tiến bộ vượt bậc trong sáng tác của bộ đôi Lennon-McCartney.
Đầu năm 1965, khi mời ban nhạc tới nhà ăn tối, bác sĩ nha khoa của Lennon và Harrison đã bí mật cho chất LSD vào trong tách cà phê của họ. Lennon nhớ lại: "Nó thật kinh khủng, nhưng nó thật tuyệt diệu. Tôi đã ngây ngất suốt 1-2 tháng liền." Anh và Harrison lập tức thường xuyên sử dụng LSD, rồi sau đó là Starr trong vài dịp đặc biệt. McCartney ban đầu từ chối việc thử LSD, song rốt cuộc cũng sử dụng nó vào cuối năm 1966. Anh trở thành Beatle đầu tiên công khai tuyên bố sử dụng ma túy trước công chúng khi trả lời trên báo chí rằng nó giúp "khai sáng" anh, giúp anh "trở nên một người tốt hơn, trung thực hơn, vị tha hơn với xã hội".
Tháng 4 năm 1965, The Beatles được trao Giải Grammy cho Nghệ sĩ mới xuất sắc nhất. Tranh cãi nổ ra khi vào tháng 6 năm 1965, nữ hoàng Elizabeth II tước phong danh hiệu Thành viên Hoàng gia Anh (MBE) cho ban nhạc sau khi được đích thân Thủ tướng Harold Wilson đề cử. Thực tế vào thời điểm đó, đây là một danh hiệu vốn chỉ dành cho quân nhân và quan chức công vụ, và để phản đối, nhiều MBE bảo thủ đã quyết định trả lại tước vị mà họ từng được trao.
Được ra mắt vào tháng 7 năm 1965, bộ phim thứ hai của The Beatles, Help!, tiếp tục được đạo diễn bởi Lester. Được miêu tả là "sản phẩm chế nhạo Bond", bộ phim có được những phản ứng lẫn lộn từ giới phê bình và bản thân ban nhạc. McCartney nói: "Help! xuất sắc nhưng đó không phải là bộ phim của chúng tôi: chúng tôi tham gia như thể những diễn viên phụ. Nó rất vui nhộn, song về ý tưởng có vẻ có chút sai lầm." Phần soundtrack gồm hầu hết các sáng tác của Lennon khi anh viết nên ca khúc tiêu đề phim, cùng với đó là 2 đĩa đơn của nhóm, "Help!" và "Ticket to Ride". Album theo kèm trở thành bản LP thứ năm của ban nhạc, bao gồm trong đó những ca khúc hát lại là "Act Naturally" và "Dizzy Miss Lizzy": đây cũng là những ca khúc cuối cùng mà The Beatles hát những sáng tác không phải của họ, ngoại trừ bản hát lại ca khúc dân ca truyền thống của Liverpool, "Maggie Mae", trong album Let It Be sau này. Với Help!, ban nhạc cũng bắt đầu thử nghiệm kỹ thuật thu âm nhiều lần phần hát bên cạnh việc sử dụng nhiều nhạc cụ cổ điển trong hòa âm, tiêu biểu là dàn tứ tấu dây trong ca khúc bất tử "Yesterday". Được viết bởi McCartney, "Yesterday" có lẽ là ca khúc từng được hát lại nhiều nhất lịch sử âm nhạc.
Tour diễn lần thứ 3 tại Mỹ của ban nhạc được mở đầu với buổi diễn kỷ lục thế giới 56.000 khán giả tại sân vận động Shea Stadium ở New York ngày 15 tháng 8 năm 1965 – "có lẽ là một trong những buổi diễn nổi tiếng nhất của The Beatles", Lewisohn viết – tiếp theo đó là 9 buổi diễn thành công khác ở nhiều thành phố khác nhau. Trong buổi diễn ở Atlanta, The Beatles lần đầu sử dụng hệ thống loa vọng ngược đặt trên sân khấu. Kết thúc tour diễn, họ có cơ hội được gặp Elvis Presley – một trong những người ảnh hưởng nhất tới họ – khi ông mời tất cả tới nhà riêng tại Beverly Hills.
Giữa tháng 10 năm 1965, The Beatles quay trở lại phòng thu: lần đầu tiên kế hoạch thu âm của họ phải kéo dài hơn dự tính mà không vì bất cứ ràng buộc hợp đồng nào. Được phát hành vào tháng 12, Rubber Soul, có được thành công vang dội về chuyên môn và được coi là bước chuyển quan trọng của ban nhạc tới sự trưởng thành cùng thứ âm nhạc phức tạp hơn. Chủ đề của họ cũng bắt đầu mở rộng khi quan tâm nhiều hơn tới các khía cạnh khác của tình yêu và triết học. 2 cây viết sử Peter Brown và Steven Gaines gán định hướng mới của họ với việc "The Beatles bắt đầu có thói quen dùng cần sa", bổ sung bằng lời khẳng định từ ban nhạc: Lennon từng gọi đây là "album tốn kém", trong khi Starr nhớ lại: "Cỏ thực sự ảnh hưởng lớn tới những thay đổi của chúng tôi, đặc biệt là tới những người viết nhạc. Và cũng bởi họ viết theo những chất liệu mới, vậy nên chúng tôi cũng phải chơi nhạc theo cách mới." Nếu như Help! giới thiệu nhạc rock đi cùng âm nhạc cổ điển của flute và dàn dây thì lần này Harrison đã mang tới cho thế giới cây đàn sitar trong ca khúc "Norwegian Wood (This Bird Has Flown)", đưa sự phát triển của nhạc rock xa hơn những giới hạn thông thường của nó. Cùng với việc ca từ của họ giàu tính nghệ thuật hơn, người nghe cũng bắt đầu tìm hiểu những ý nghĩa sâu xa của nó. Lennon bình luận về "Norwegian Wood": "Tôi chỉ cố gắng viết về một vụ ngoại tình... và nó như kiểu cần một màn khói mờ để tôi không phải nói ra vậy."

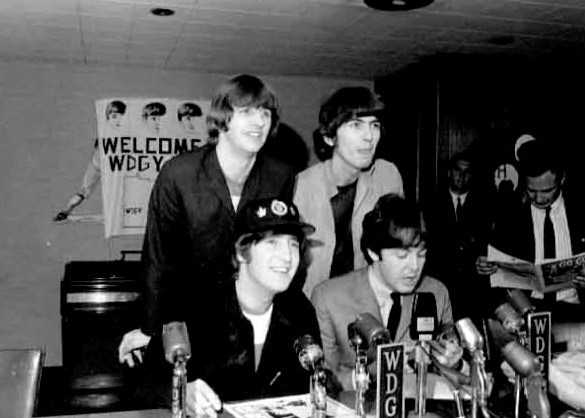
The Beatles họp báo trước buổi diễn tại sân vận động Metropolitan Stadium ở Minnesota, Mỹ năm 1965

Hầu hết những ca khúc của Rubber Soul được sáng tác bởi bộ đôi Lennon-McCartney: cho dù vẫn có thể nhận ra điểm khác biệt trong những ca khúc của riêng họ, song cả hai vẫn không ngừng trao đổi những ý kiến trong cách viết nhạc. Ca khúc "In My Life", sau này đều được mỗi người tuyên bố là sáng tác cá nhân, được coi là điểm sáng trong danh sách những sáng tác của Lennon-McCartney. Harrison gọi Rubber Soul là album yêu thích của mình, trong khi Starr gọi đây là "bản thu khởi đầu". McCartney từng nói: "Chúng tôi đã có những thời kỳ đáng yêu, và đây là lúc để phát triển nó." Tuy nhiên, kỹ thuật viên âm thanh Norman Smith cũng nhấn mạnh rằng đây là thời điểm bắt đầu những tranh cãi trong ban nhạc – "sự cạnh tranh giữa Lennon và McCartney dần trở nên rõ ràng", ông viết, và "khi McCartney ngày một thể hiện thì George lại càng không có chỗ đứng." Năm 2003, tạp chí Rolling Stone xếp Rubber Soul ở vị trí số 5 trong danh sách "500 album vĩ đại nhất" của họ, còn Richie Unterberger của Allmusic miêu tả đây là "một trong những sản phẩm folk rock kinh điển".

### 1966–1970: Phòng thu, tranh cãi, đỉnh cao và tan rã

#### Kết thúc những năm lưu diễn
Tháng 6 năm 1966, album Yesterday and Today – một ấn bản tuyển chọn được Capitol Records biên tập và bày bán tại Mỹ – gây phẫn nộ với phần bìa khi chụp hình The Beatles trong trang phục đồ tể với vô số những miếng thịt giả cùng búp bê. Đây được coi là hành động trả đũa trước những đánh giá cho rằng Capitol đã "tàn sát" những ấn bản phát hành tại Mỹ của nhóm. Hàng ngàn bản LP sau đó đã được tái bản với phần bìa mới, trong khi album với phần bìa gốc sau này từng được bán đấu giá tới 10.500 $ vào tháng 12 năm 2005. Cùng lúc đó ở Anh, Harrison lần đầu được gặp gỡ bậc thầy đàn sitar, Ravi Shankar – người đồng ý gặp gỡ và chỉ dẫn anh chơi loại nhạc cụ này.
Trong tour diễn tiếp theo tại Philippines sau sự kiện Yesterday and Today, The Beatles vô tình quên mất Đệ nhất phu nhân Imelda Marcos mời họ tới dùng bữa sáng tại Phủ Tổng thống. Khi tới nơi, Epstein buộc phải khôn ngoan từ chối nhận mình là quản lý của ban nhạc nhằm coi như mình chưa từng biết tới lời mời chính thức trên. Song họ ngay lập tức nhận ra rằng gia đình Marcos không có thói quen chấp nhận việc lời mời của họ bị từ chối. Sự việc trở nên ầm ỹ và ban nhạc đã phải rất vất vả để được xuất cảnh. Gần như ngay sau đó, ban nhạc có chuyến đi tới Ấn Độ lần đầu tiên.
Bây giờ chúng tôi còn nổi tiếng hơn cả Chúa Jesus; tôi không biết thứ nào sẽ biến mất trước – rock 'n' roll hay Kitô giáo.
Ngay khi trở về nước, The Beatles liền nhận được những lời chỉ trích từ tín đồ tôn giáo và những người theo quan điểm cực đoan tại Mỹ (đặc biệt là Ku Klux Klan) khi Lennon trả lời bài phỏng vấn từ tháng 3 với nhà báo Maureen Cleave: "Kitô giáo rồi sẽ biến mất. Nó sẽ bị phá hủy hoặc lu mờ... Giờ chúng tôi còn nổi tiếng hơn cả Chúa Jesus – tôi còn không rõ rằng cái gì sẽ biến mất trước, giữa rock 'n' roll và Kitô giáo. Chúa Jesus luôn đúng, nhưng quan điểm của ông là mờ mịt và tầm thường. Nghe những điều đó lẫn lộn vào nhau thực sự hủy hoại con người tôi." Những nhận xét này không được để ý tại Anh, song những độc giả trẻ tuổi của tờ Datebook tại Mỹ đã in nó ra khoảng 5 tháng sau, trước khi nhóm bắt đầu tour diễn tại đây, và nó dấy lên những tranh cãi trong cộng đồng người theo đạo ở "Bible Belt". Vatican cũng lên tiếng phản đối ban nhạc và yêu cầu cấm mọi bản thu của The Beatles được phát trên sóng phát thanh tại Tây Ban Nha, Hà Lan cũng như Nam Phi. Epstein chê trách Datebook đã ghi lại đoạn trò chuyện của Lennon trong một ngữ cảnh sai lệch. Tại buổi họp báo, Lennon khẳng định: "Nếu tôi cho rằng truyền hình còn được biết tới nhiều hơn cả Chúa Jesus, vậy hẳn tôi đã phải tránh xa nó." Lennon nhấn mạnh rằng anh đề cập tới vấn đề này nhằm nói về việc mọi người nhìn nhận như thế nào về thành công; và trước những gợi ý từ phóng viên, anh kết luận: "Nếu mọi người muốn tôi xin lỗi, nếu điều đó khiến mọi người vui, ok tôi xin lỗi."
Trong quá trình chuẩn bị cho tour diễn tại Mỹ, The Beatles nhận thấy rằng âm nhạc họ chơi thực tế rất khó nghe thấy được khi trình diễn trực tiếp. Vốn sử dụng bộ ampli Vox AC30, họ được cấp thêm một chiếc 100-watt mới cũng của Vox mà họ chỉ dành cho những buổi diễn tại sân khấu lớn từ năm 1964, song họ thấy vẫn không đủ hiệu quả. Bất lực trong việc cố gắng nghe rõ âm thanh giữa tiếng la hét từ người hâm mộ, ban nhạc ngày một chán nản trong việc tiếp tục đi diễn. Nhận ra rằng các buổi diễn không còn mang tính âm nhạc nữa, ban nhạc quyết định rằng tour diễn tháng 8 năm 1966 là lần đi diễn cuối cùng của họ.

#### RevolvervàSgt. Pepper's Lonely Hearts Club Band
Rubber Soul là bước ngoặt quan trọng; Revolver, được phát hành vào tháng 8 năm 1966 – đúng 1 tuần trước chuyến lưu diễn cuối cùng của The Beatles – là một bước ngoặt nữa. Scott Plagenhoef từ Pitchfork Media nhận xét "âm thanh của ban nhạc đã đạt tới độ chín nhất" và "định nghĩa lại những gì mà âm nhạc quần chúng trông chờ". Revolver được thực hiện với cách viết nhạc tinh vi, trải nghiệm phòng thu cùng những kỹ năng trình diễn tuyệt vời, sắp xếp hài hòa những cải tiến trong sự kết hợp giữa âm nhạc cổ điển với psychedelic rock. Chia tay với cách chụp hình truyền thống, phần bìa lần này được thiết kế bởi Klaus Voormann – người bạn thân thiết của nhóm từ những ngày ở Hamburg – "một thứ lạnh lẽo, nghệ thuật, cắt dán trắng-đen khắc họa The Beatles theo kiểu nét vẽ bút mực của Aubrey Beardsley". Album được quảng bá bởi đĩa đơn "Paperback Writer", mặt sau là ca khúc "Rain". Vài đoạn phim ngắn được quay để giới thiệu cho đĩa đơn này, và theo nhà nghiên cứu văn hóa Saul Austerlitz, đó là "video ca nhạc thật sự đầu tiên của lịch sử"; chúng được trình chiếu trên các chương trình The Ed Sullivan Show và Top of the Pops vào tháng 6 cùng năm.
Một trong những ca khúc thể nghiệm trong Revolver là "Tomorrow Never Knows" mà phần lời được Lennon lấy từ cuốn sách The Psychedelic Experience: A Manual Based on the Tibetan Book of the Dead của Timothy Leary. Bản thu được thực hiện với 8 băng thâu khác nhau, mỗi chiếc được thực hiện bởi kỹ thuật viên hoặc thành viên của ban nhạc, rồi theo đó mỗi người thay đổi hiệu ứng với phần thu âm để Martin tổng hợp lại những hiệu ứng khác nhau. Ca khúc "Eleanor Rigby" của McCartney tiếp tục sử dụng dàn tứ tấu dây mà Gould miêu tả là "phép lai thực sự nhằm không nhận ra được phong cách hoặc thể loại của ca khúc". Khả năng sáng tác của Harrison cũng tiến bộ khi có tới 3 ca khúc của anh được cho vào album này. Năm 2003, Rolling Stone xếp Revolver ở vị trí số 3 trong danh sách những album vĩ đại nhất của họ. Tuy nhiên trong tour diễn tại Mỹ sau khi phát hành album, The Beatles lại không trình bày bất cứ ca khúc nào của album này. Theo Chris Ingham, họ đã dành tâm trí quá nhiều vào "phòng thu... và không có một hình mẫu nào khác cho một nhóm rock 'n' roll 4 người để có thể thuyết phục được họ, đặc biệt giữa biển người hâm mộ gào thét vốn chỉ làm họ mất đi sự nhạy cảm. "The Beatles trên sân khấu" và "The Beatles của phòng thu" đã trở thành 2 khái niệm hoàn toàn khác biệt." Buổi diễn cuối cùng của ban nhạc tại sân vận động Candlestick Park, San Francisco ngày 29 tháng 8 năm 1966 đã chấm dứt 4 năm lưu diễn không ngừng nghỉ của nhóm với hơn 1.400 buổi diễn trên toàn thế giới.
Thoát khỏi những mối bận tâm từ việc đi tour, The Beatles liền tập trung hơn vào các thử nghiệm khi bắt đầu thu âm Sgt. Pepper's Lonely Hearts Club Band vào cuối tháng 11 năm 1966. Theo kỹ thuật viên Geoff Emerick, thời gian hoàn thiện album tổng cộng là hơn 700 giờ. Ông nhớ lại mối quan tâm của ban nhạc "rằng mọi thứ trong Sgt. Pepper cần phải khác biệt. Chúng tôi có micro ngay bên dưới miệng những chiếc kèn và tai nghe đưa những âm thanh trực tiếp từ những chiếc micro của violin. Chúng tôi ưu tiên sử dụng nhiều máy làm dao động để thay đổi tốc độ chơi của từng nhạc cụ cũng như giọng hát, và chúng tôi có những băng thâu được cắt rời rồi lại được đính lại với nhau theo cách trái với thông thường hoặc bất kỳ cách nào khác thường nhất." Ví dụ điển hình là tuyệt tác "A Day in the Life" được thực hiện với dàn nhạc 40 người. Quá trình thu âm được quảng bá với đĩa đơn gồm 2 ca khúc không nằm trong album "Strawberry Fields Forever"/"Penny Lane" vào tháng 2 năm 1967. Sgt. Pepper được phát hành vào tháng 6 cùng năm.
Sự phức tạp về âm nhạc, được thực hiện bởi kỹ thuật thu âm 4-băng, đã làm hầu hết nghệ sĩ đương thời sửng sốt. Thủ lĩnh Brian Wilson của The Beach Boys, vốn đang trong thời kỳ giữa những vấn đề cá nhân và trục trặc trong dự án tham vọng Smile, đã hoàn toàn choáng váng khi nghe "Strawberry Fields" và quyết định từ bỏ mọi ý tưởng ban đầu để cạnh tranh với những người bạn thân thiết của mình. Về chuyên môn, nhìn chung album được đánh giá cao một cách rộng rãi. Gould viết:
"Có một sự đồng thuận rộng khắp rằng The Beatles đã tạo nên một siêu phẩm nhạc pop: một sản phẩm thiên tài thực sự phong phú, chất lượng và dạt dào mà thứ tham vọng rõ nét cùng những tính căn nguyên khởi nguồn của nó đã được trải rộng ra tới mức tối đa, nâng tầm sự kỳ vọng từ trải nghiệm của thính giả. Về cơ bản, Sgt. Pepper là chất xúc tác cho việc bùng nổ những cấu trúc cần thiết cho một album nhạc rock vốn cần đòi hỏi cả về mặt thẩm mỹ cũng như kinh tế song không còn giống với thời bùng nổ nhạc pop bởi hiện tượng Elvis vào năm 1956 và ngay cả với Beatlemania vào năm 1963."
Sgt. Pepper cũng là album LP đầu tiên bao gồm phần lời hoàn chỉnh tất cả các ca khúc được ghi ở phần bìa sau. Nội dung của chúng trở thành trọng tâm của rất nhiều nghiên cứu và đánh giá: vào cuối năm 1967, phần ca từ trên đã trở thành chủ đề trong những bài điều tra bởi nhiều nhà nghiên cứu văn học Mỹ, còn giáo sư người Anh, Richard Poirier, đã đánh giá sinh viên của mình "nghe thứ âm nhạc với đẳng cấp viết lời mà ông, với tư cách là người dạy Anh văn, cũng chỉ mong đạt được." Poirier cũng chỉ rõ thứ mà ông gọi là "sự tượng trưng pha trộn": "Thật là thiếu khôn ngoan nếu cho rằng họ chỉ biết làm có một việc và cũng chỉ có một phong cách duy nhất... Một thứ cảm xúc đối với sản phẩm này xem chừng là không đủ... Bất cứ cảm xúc riêng biệt nào đều có thể tồn tại trong những ngữ cảnh có vẻ như hoàn toàn đối lập nhau." McCartney từng nói vào thời điểm đó: "Chúng tôi viết những ca khúc. Chúng tôi biết chúng tôi cần diễn đạt những gì với chúng. Nhưng cứ mỗi tuần lại có người nói một điều gì đó mới, và bạn không thể phủ nhận điều ấy... Bạn chỉ cần tự đặt khả năng nhìn nhận của bạn tương xứng với khả năng bạn hiểu từng ca khúc." Sgt. Pepper giành được 4 trong tổng số 7 đề cử của giải Grammy năm 1968 và trở thành album nhạc rock đầu tiên được trao giải thưởng Album của năm. Năm 2003, tạp chí Rolling Stone xếp đây là album vĩ đại nhất mọi thời đại trong danh sách của họ.
Phần bìa của Sgt. Pepper cũng là chủ đề trong nhiều bài nghiên cứu. Phần trọng tâm được thiết kế bởi Peter Blake và Jann Haworth, miêu tả The Beatles trong vai ban nhạc tưởng tượng theo nhan đề album đứng giữa những nhân vật nổi tiếng đương thời. Bộ ria mép mà họ nuôi theo ý tưởng về những người hippie được cây viết sử Jonathan Harris miêu tả "sự châm biếm rõ ràng và sặc sỡ về trang phục quân đội" cũng như "chống lại sự độc đoán và chống lại tính tổ chức".
Ngày 25 tháng 6 năm 1967, The Beatles trình diễn đĩa đơn tiếp theo của họ, "All You Need Is Love", tới hơn 350 triệu người xem toàn cầu qua chương trình Our World – chương trình trực tiếp toàn thế giới đầu tiên của ngành truyền hình. Được phát hành 1 tuần sau đó trong quãng thời gian Summer of Love, đĩa đơn đã trở thành thánh ca của giai đoạn này. Chỉ 2 tháng sau, ban nhạc có sự mất mát lớn trực tiếp đưa họ tới thời kỳ rối loạn. Vốn chỉ gặp gỡ thiền sư Maharishi Mahesh Yogi ở London vào tối hôm trước, ngày 25 tháng 8 ban nhạc quyết định bay tới Bangor để tham gia khu thiền đặc biệt của ông. Đúng 2 ngày sau, trợ lý quản lý của nhóm, Peter Brown, gọi điện thông báo Epstein qua đời. Những điều tra cho thấy cái chết là do ông bị sốc khi dùng ma túy, song nhiều tin đồn cho rằng thực chất Epstein đã tự tử. Epstein vốn đang trong quãng thời gian nhạy cảm, bị trầm cảm do những soi mói vào đời sống cá nhân và ban nhạc có vẻ không muốn ký hợp đồng tiếp với ông, vốn sắp đáo hạn vào tháng 10, khi mà họ tỏ rõ việc không hài lòng trong cách quản lý của ông, đặc biệt về Seltaeb – công ty phân phối các sản phẩm lưu niệm của họ tại Mỹ. Cái chết của Epstein khiến ban nhạc mất định hướng và lo sợ về tương lai của mình. Lennon nói: "Chúng tôi bỗng đổ sụp. Tôi biết mọi khó khăn sắp bắt đầu. Tôi chẳng hề có một chút khả năng gì khác ngoài việc chơi nhạc, và tôi đã rất sợ. Tôi liền nghĩ: "Tất cả chúng tôi đều biết như vậy.""

#### Magical Mystery Tour,Album trắngvàYellow Submarine
Magical Mystery Tour, bản soundtrack cho bộ phim cùng tên của The Beatles, được phát hành dưới dạng EP-kép tại Anh đầu tháng 12 năm 1967. Tại Mỹ, cả sáu ca khúc trên được gộp lại với 5 đĩa đơn trước đó của nhóm và trở thành bản LP tại đây. Unterberger nói về ấn bản Magical Mystery Tour tại Mỹ "thứ âm thanh psychedelic từ Sgt. Pepper, thậm chí phóng khoáng hơn (đặc biệt trong "I Am the Walrus")" và ông gọi 5 đĩa đơn được cho vào album là "đồ sộ, lộng lẫy và cách tân". Chỉ trong 3 tuần, nó đã trở thành album bán chạy nhất lịch sử hãng Capitol Records, và nó cũng là album tuyển tập duy nhất của Capitol được ban nhạc sau này chọn làm album phát hành chính thức. Được lên sóng đúng ngày Boxing Day, bộ phim Magical Mystery Tour, được chủ yếu đạo diễn bởi McCartney, khiến ban nhạc nhận được thất bại thực sự đầu tiên tại Mỹ. Tờ Daily Express gọi đây là "thứ rác rưởi ồn ào", còn Daily Mail gọi bộ phim là "sự tự mãn quá đà". The Guardian bình luận "một kiểu đạo đức hoang đường hướng về sự tục tĩu, sự hân hoan và cả sự ngu dốt của khán giả". Gould miêu tả "một minh chứng của cách dàn dựng non nớt về một nhóm người chỉ biết lên, xuống rồi lái chiếc xe bus". Cho dù tỉ lệ người xem vẫn ở mức cao, những công kích từ báo chí đã khiến các đài truyền hình của Mỹ sau đó cũng dè dặt hơn trong việc đưa bộ phim lên sóng.
Tháng 1 năm 1968, The Beatles quay 1 đoạn phim giới thiệu cho bộ phim hoạt hình Yellow Submarine với ban nhạc được vẽ lại theo lối hoạt họa theo kèm là soundtrack với 11 ca khúc, trong đó 4 là các ca khúc chưa từng được phát hành. Được phát hành vào tháng 6, bộ phim được đánh giá cao về âm nhạc, tính hài hước cũng như phong cách thể hiện kiểu mới. Album soundtrack chỉ được phát hành 7 tháng sau đó.
Trong quãng thời gian đó, ban nhạc thực hiện album The Beatles – bản LP sau này được phân biệt dưới tên gọi Album trắng với phần bìa vô cùng đặc trưng của mình. Ý tưởng thực hiện album lần này là hoàn toàn mới: không còn những định hướng từ Epstein, ban nhạc đã chuyển hướng sang Maharishi Mahesh Yogi như là guru của họ. Tham dự khu thiền ashram ở Rishikesh, Ấn Độ trong chuyến đi "Guide Course" dự tính kéo dài 3 tháng, ban nhạc đã có quãng thời gian đặc biệt nhất sự nghiệp của mình khi đã viết nên vô số những ca khúc xuất sắc mà trong đó là phần lớn các sáng tác cho Album trắng. Tuy nhiên, Starr bỏ về chỉ sau 10 ngày và so sánh chuyến đi với Butlin's, trong khi McCartney cũng ngày một cảm thấy chán nản và bỏ cuộc 1 tháng sau đó. Với Lennon và Harrison, sức sáng tạo của họ cũng bị đặt dấu hỏi khi những kỹ thuật viên như Magic Alex từng nhớ lại rằng Maharishi thực tế toàn cố gắng làm xao nhãng họ. Khi họ phát hiện ra rằng Maharishi có những hành vi không lành mạnh với một nữ thành viên trong đoàn, Lennon lập tức chấm dứt chuyến đi, mang theo Harrison cùng toàn bộ số thành viên còn lại trở về Anh. Tức giận và cảm thấy bị xúc phạm, Lennon viết nên ca khúc "Maharishi", sau này đổi tên thành "Sexy Sadie" nhằm tránh những kiện tụng không cần thiết. McCartney nói: "Chúng tôi đã phạm sai lầm. Chúng tôi cứ nghĩ rằng có thể có được nhiều hơn từ ông ấy."
Trong quãng thời gian thực hiện Album trắng, tức là khoảng từ cuối tháng 5 tới giữa tháng 10 năm 1968, mối quan hệ giữa các thành viên xấu đi trông thấy. Starr bỏ nhóm 2 tuần, buộc McCartney phải chơi trống trong "Back in the U.S.S.R." (và lần lượt cả Harrison và Lennon) rồi "Dear Prudence". Lennon mất mọi cảm hứng cộng tác với McCartney và gọi ca khúc "Ob-La-Di, Ob-La-Da" là "thứ âm nhạc bỏ đi của các cụ già". Căng thẳng đặc biệt gia tăng khi những động thái quan tâm lãng mạn của Lennon tới nghệ sĩ avant-garde Yoko Ono đã dẫn tới việc anh mang cô tới phòng thu, trong khi trước đó ban nhạc đã có quy ước không đem theo bạn gái hay vợ trong lúc thu âm. Nói về album-kép này, Lennon bình luận: "Mỗi ca khúc đều là sản phẩm cá nhân, chẳng có một chút Beatles nào trong đó hết; [đó là] John cùng ban nhạc, Paul cùng ban nhạc, George cùng ban nhạc." McCartney sau này gọi album "không phải là một thành quả hài lòng". Cả anh lẫn Lennon sau này đều cho rằng quá trình thu âm Album trắng chính là điểm khởi đầu của việc ban nhạc tan rã.
Được phát hành vào tháng 11, Album trắng là album đầu tiên của The Beatles dưới nhãn đĩa Apple Records, trong khi EMI tiếp tục song song giữ quyền phát hành. Nhãn đĩa riêng của ban nhạc là một công ty con của Apple Corps, vốn được Epstein lập nên nhằm giúp ban nhạc giải quyết những vấn đề về thuế. Album có được tới 2 triệu bản đặt hàng trước, rồi sau đó bán được tới 4 triệu đĩa ở Mỹ chỉ sau hơn 1 tháng, và các ca khúc thống trị các bảng xếp hạng tại đây. Cho dù thành công về thương mại, song album không hoàn toàn nhận được những đánh giá chuyên môn tích cực. Gould viết:
"Những đánh giá chuyên môn... trải rộng từ lẫn lộn tới thờ ơ. Đối lập với Sgt. Pepper vốn từng giúp ban nhạc có được sự ngưỡng mộ rộng khắp, Album trắng không có được những lời phê bình ấn tượng trong bất cứ mặt nào. Kể cả với những cây viết thân thiện nhất... cũng thực sự không hình dung ra những cảm xúc kỳ quái lẫn lộn trong các ca khúc. Hubert Saal của Newsweek, với lời bình mang tính mỉa mai nhất, cho rằng ban nhạc vẫn còn chưa "uốn lưỡi" thật kỹ."
Nhìn chung các đánh giá sau này đều tôn vinh Album trắng. Năm 2003, tạp chí Rolling Stone xếp album ở vị trí số 10 trong danh sách "500 album vĩ đại nhất". Mark Richardson từ Pitchfork Media miêu tả album "rộng lớn và trải khắp, bùng nổ với những ý tưởng cùng những đam mê và được hoàn thiện bởi những chất liệu ngay ngắn nhất... Sự thất bại của họ cũng đặc sắc như cá tính và vinh quang của họ vậy." Erlewine bình luận: "2 cây viết chủ lực [của ban nhạc] đã không còn chung một con đường, kể cả với George và Ringo", và "Lennon đã viết nên 2 trong số những bản ballad hay nhất của mình", các ca khúc của McCartney là "sửng sốt", còn Harrison "đã trở thành người viết nhạc đáng được tôn trọng", trong khi những sáng tác của Starr là "sự thích thú".
Bản LP Yellow Submarine được phát hành vào tháng 1 năm 1969, bao gồm 4 ca khúc từng được phát hành trước đó, trong đó có ca khúc tiêu đề (từng xuất hiện trong Revolver), "All You Need Is Love" (từng nằm trong EP Magical Mystery Tour) theo kèm là bảy bản nhạc hòa tấu sáng tác bởi Martin. Với thứ âm nhạc mới của ban nhạc, Unterberger và Bruce Eder của Allmusic cho rằng album là một sản phẩm "không chính yếu" song lại ấn tượng với ca khúc "It's All Too Much" của Harrison "viên ngọc trong số những ca khúc mới... rực rỡ với giai điệu của mellotron, định âm tuyệt hảo và những đoạn lướt mềm mại của guitar... một cuộc dạo chơi của người sành sỏi tới thứ âm nhạc psychedelic mờ ảo kiểu mới."

#### Abbey Road,Let It Bevà tan rã

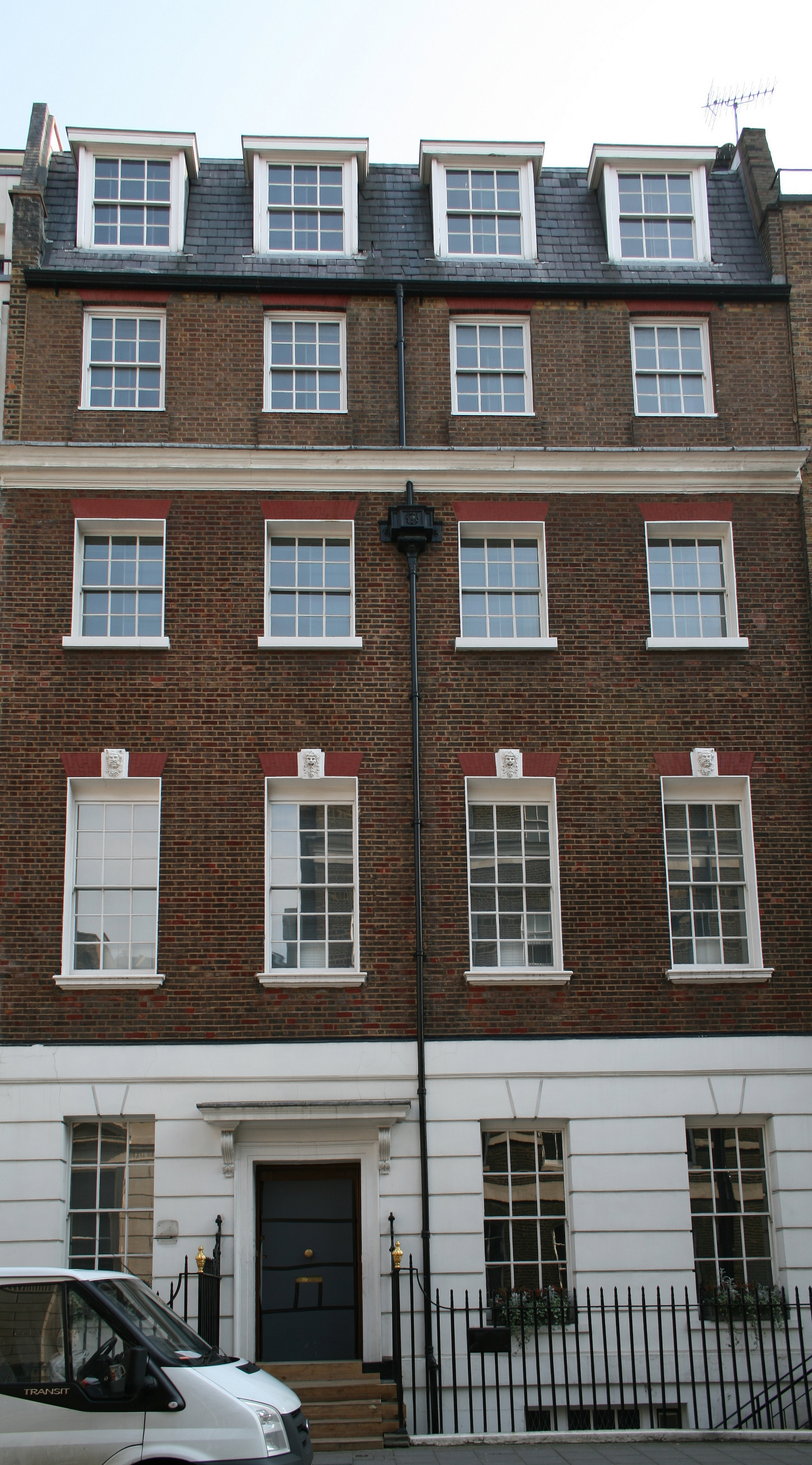
Trụ sở của Apple Corps nơi The Beatles trình diễn lần cuối cùng trên tầng mái ngày 30 tháng 1 năm 1969

Cho dù Let It Be là album chính thức cuối cùng của ban nhạc, song thực tế album cuối cùng mà The Beatles thực hiện thu âm là Abbey Road. Ngọn nguồn của dự án tới từ câu nói của Martin với McCartney khi gợi ý "thu âm một sản phẩm với những chất liệu mới rồi chơi nháp chúng, rồi lần đầu tiên thực hiện chúng trước khi trình diễn trực tiếp – kể cả thu âm lẫn thu hình". Vốn dự định để dành cho chương trình tài liệu Beatles at Work, hầu hết quãng thời gian thực hiện dự án đều được quay lại bởi Michael Lindsay-Hogg tại phòng thu Twickenham Film Studios từ tháng 1 năm 1969. Martin cho rằng dự án "không hoàn toàn là những buổi thu vui vẻ. Đó cũng là lúc mà mối quan hệ giữa các Beatle đã chạm đáy của nó." Lennon miêu tả quãng thời gian này như "địa ngục... điều khốn khổ nhất... trên Trái Đất", còn với Harrison là "thất vọng nhất từng có". Bị ức chế từ cả McCartney lẫn Lennon, Harrison rời nhóm 5 ngày. Khi quay trở lại, anh tuyên bố sẽ ra đi trừ khi "[ban nhạc] không được nhắc tới buổi trình diễn trực tiếp" và mặt khác nhấn mạnh việc dự án sẽ cho ra đời một album mới mang tên Get Back với các ca khúc sẽ được trình chiếu trên truyền hình. Anh cũng đề nghị cả nhóm dừng công việc ở Twickenham để tập trung thu âm ở phòng thu của hãng Apple. Các thành viên khác đều đồng ý, và ý tưởng đã góp phần cứu vớt nội dung những cảnh quay sau đó được chiếu trên truyền hình.
Những nỗ lực giảm bớt căng thẳng giữa các thành viên đã thúc đẩy chất lượng công việc, và Harrison đã mời tay keyboard trẻ Billy Preston tới tham gia trong 9 ngày cuối cùng của đợt thu. Preston được đề tên trong đĩa đơn "Get Back" của ban nhạc – đây cũng là nghệ sĩ duy nhất được có tên trong một sản phẩm chính thức của The Beatles. Sau khi kết thúc những buổi thu thử, ban nhạc không thể thống nhất được địa điểm trình diễn sau khi bỏ qua lần lượt từng đề xuất, trong đó có cả du thuyền trên biển, nhà thương điên, sa mạc Tunisia và đấu trường Colosseum. Cuối cùng họ cũng đồng ý trình diễn buổi diễn cuối cùng của ban nhạc trên tầng mái của Apple Corps ở địa chỉ số 3 phố Savile Row, London ngày 30 tháng 1 năm 1969. 5 tuần sau, kỹ thuật viên Glyn Johns – người từng được Lennon gọi là "nhà sản xuất giấu mặt" của dự án Get Back – bắt đầu tổng hợp và hoàn thiện album mà như ông gọi là "chiếc dây cương tự do" cho phép ban nhạc "làm tất cả song không được nhúng tay vào toàn bộ dự án".
Những trục trặc giữa các thành viên tiếp tục gia tăng khi liên quan tới vấn đề tìm kiếm cố vấn tài chính, một công việc tối quan trọng sau khi Epstein không còn quản lý nhóm nữa. Lennon, Harrison và Starr đồng ý chọn Allen Klein – quản lý của The Rolling Stones và Sam Cooke – trong khi McCartney lại muốn John Eastman, anh trai của Linda Eastman – người mà anh mới kết hôn ngày 12 tháng 3 cùng năm. Không thể đạt được đồng thuận vậy nên cả hai nhân vật trên đều được bổ nhiệm, song những tranh cãi sau đó xuất hiện và rất nhiều cơ hội đầu tư đã bị bỏ lỡ. Tới ngày 8 tháng 5, Klein được chỉ định vào vị trí phụ trách doanh thu của ban nhạc.
Martin nhớ lại việc ông cảm thấy sốc khi McCartney đề nghị sản xuất 1 album mới, cho dù dự án Get Back là "trải nghiệm tồi tệ" và bản thân anh cho rằng "chúng tôi đã đi tới đoạn cuối của con đường". Những buổi thu đầu tiên của Abbey Road được thực hiện vào ngày 2 tháng 7 năm 1969. Lennon, người từ chối ý tưởng của Martin "tiếp tục chuỗi những ca khúc", đã yêu cầu các sáng tác của mình và McCartney phải được nằm ở mỗi mặt khác nhau của album. Cuối cùng hình thức được họ lựa chọn là các sáng tác cá nhân ở mặt A, còn mặt B chủ yếu là medley theo gợi ý của McCartney. Ngày 4 tháng 7, đĩa đơn solo đầu tiên của một Beatle được phát hành mang tên "Give Peace a Chance" (dưới tên Plastic Ono Band). Ngày 20 tháng 8 năm 1969, ca khúc với cấu trúc phức tạp "I Want You (She's So Heavy)" chính là lần cuối cùng cả bốn thành viên của The Beatles ngồi cùng nhau thu âm trong phòng thu. Lennon tuyên bố rời khỏi ban nhạc vào ngày 20 tháng 9 song đồng ý giữ yên lặng trước công chúng nhằm đảm bảo doanh thu cho album sắp ra mắt.
Được phát hành 4 ngày sau tuyên bố của Lennon, Abbey Road bán được 4 triệu bản tại Anh chỉ trong vòng 3 tháng và đứng đầu bảng xếp hạng tại đây trong vòng 17 tuần. Ca khúc thứ hai của album, bản ballad "Something", trở thành sáng tác duy nhất của Harrison được làm đĩa đơn mặt A cho The Beatles. Abbey Road nhận được nhiều đánh giá trái chiều, cho dù medley hầu hết nhận được những lời ngưỡng mộ. Unterberger gọi đây là "tuyệt tác thiên tài của ban nhạc" bao gồm "những hòa âm tuyệt vời nhất từng có của nhạc rock". Nhà nghiên cứu âm nhạc Ian MacDonald gọi album là "thất thường và đôi lúc rỗng tuếch", cho dù đánh giá cao medley "nhìn chung là thống nhất và hài hòa". Martin coi đây là album mà ông yêu thích nhất của nhóm, trong khi Lennon cho rằng album "có tiềm năng" song "không có sức sống trong nó". Kỹ thuật viên âm thanh Emerick nhớ lại việc thay thế bộ điều khiển trộn âm nút bấm bằng hệ thống cần gạt đã giúp họ tạo nên ít âm thanh gằn hơn, mặt khác khiến ban nhạc tập trung hơn vào những âm sắc thanh gọn và không bị pha tạp, cũng như góp phần làm nên thứ cảm xúc tương đối "dễ chịu hơn, gần gũi hơn" so với những album trước đó.
Ca khúc "I Me Mine" của Harrison được thu vào ngày 3 tháng 1 năm 1970 để dành cho album chưa hoàn thiện Get Back. Lennon, khi đó đang ở Đan Mạch, không tham gia vào buổi thu. Tới tháng 3, không hài lòng với kết quả dự án được thực hiện bởi Johns, giờ đã được đổi tên thành Let It Be, Klein liền chuyển tất cả các bản thu gốc cho Phil Spector – người vốn đang cộng tác cùng Lennon cho đĩa đơn solo "Instant Karma!". Bổ sung nhiều chất liệu mới, Spector đã chỉnh sửa, cắt gọt, ghi đè nhằm cố gắng biến các ca khúc có cảm giác như thu âm trực tiếp. McCartney không hài lòng với phương pháp này của Spector và đặc biệt bực tức trong việc thay đổi hòa âm ca khúc "The Long and Winding Road" khi cho thêm dàn hợp ca 14 người và phần bè mới với 36 nhạc cụ. Yêu cầu của McCartney về việc hủy bỏ ấn bản này bị bỏ qua, và gần như ngay lập tức anh tuyên bố chia tay ban nhạc trong buổi họp báo ngày 10 tháng 4 năm 1970 – chỉ đúng 1 tuần sau khi cho ra mắt album solo đầu tay.
Ngày 8 tháng 5 năm 1970, album Let It Be do Spector sản xuất được bày bán. "The Long and Winding Road" trở thành đĩa đơn cuối cùng của The Beatles, song nó chỉ được phát hành tại Mỹ. Bộ phim tài liệu cùng tên được phát hành không lâu sau, rồi được trao giải Oscar năm 1970 cho Nhạc phim xuất sắc nhất. Nhà báo Penelope Gilliatt của tờ Sunday Telegraph nhận xét "một bộ phim tồi song rất xúc động... về sự tan vỡ của một gia đình của những người anh em thân thiết, gần gũi về địa lý và có vẻ ngoài không tuổi". Nhiều đánh giá cho rằng vài phần trình bày trong bộ phim có chất lượng tốt hơn cả ấn bản trong album chính thức. Gọi Let It Be là "album duy nhất của The Beatles có nhiều phản ứng tiêu cực, thậm chí bài bác", Unterberger nói album "bị đánh giá quá thấp"; ông cũng ấn tượng "những khoảnh khắc hard rock tới từ "I've Got a Feeling" và "Dig a Pony"" và hài lòng với những ca khúc như "Let It Be", "Get Back", và "giai điệu folk của "Two of Us" khi John và Paul vẫn cùng nhau hòa âm". McCartney hoàn tất những thủ tục về việc giải tán ban nhạc vào ngày 31 tháng 12 năm 1970. Những tranh chấp pháp lý còn kéo dài sau khi ban nhạc tan rã và chúng chỉ chính thức chấm dứt vào ngày 29 tháng 12 năm 1974.

### 1970–nay: Thời kỳ hậu tan rã

#### Thập niên 1970
Lennon, McCartney, Harrison và Starr đều cho phát hành những album solo vào năm 1970. Các album solo của họ vẫn có sự tham gia của một hoặc vài thành viên khác. Album Ringo (1973) của Starr là sản phẩm duy nhất có sự đóng góp của cả bốn cựu-Beatle, cho dù mỗi người chỉ thu âm một cách độc lập. Harrison cũng tổ chức chương trình hòa nhạc từ thiện Concert for Bangladesh vào tháng 8 năm 1971 ở New York với sự góp mặt của Starr. Ngoài một buổi thu ngẫu hứng sau này được cho vào bootleg mang tên A Toot and a Snore in '74, Lennon và McCartney không bao giờ cộng tác với nhau nữa.
2 album-kép tuyển tập thực hiện bởi Klein, 1962–1966 và 1967–1970, được phát hành vào năm 1973 dưới tên hãng Apple Records. Thường được gọi bằng tên Album đỏ và Album xanh, cả hai đều có được chứng chỉ đa-Bạch kim tại Mỹ và Bạch kim tại Anh. Trong những năm 1976 tới 1982, EMI và Capitol Records cho ra mắt liên tiếp nhiều album tuyển tập của The Beatles, bắt đầu với album-kép Rock 'n' Roll Music. Sản phẩm duy nhất chưa từng được phát hành là The Beatles at the Hollywood Bowl (1977) – album thu âm trực tiếp chính thức đầu tiên của ban nhạc bao gồm những ca khúc chọn lọc từ 2 buổi diễn của họ tại Mỹ vào năm 1964 và 1965.
Âm nhạc và ảnh hưởng của The Beatles tiếp tục được khai thác dưới nhiều hình thức khác nhau, và thường ngoài khả năng kiểm soát của họ. Tháng 4 năm 1974, vở nhạc kịch John, Paul, George, Ringo ... and Bert, được viết bởi Willy Russell và xướng ca bởi Barbara Dickson, công chiếu ở London. Vở nhạc kịch, với sự đồng ý từ Northern Songs, bao gồm 11 sáng tác của Lennon-McCartney và ca khúc "Here Comes the Sun" của Harrison. Không hài lòng về cách dàn dựng, Harrison rút lại giấy phép sử dụng ca khúc này. All This and World War II (1976) là một bộ phim trái lề bao gồm nhiều cảnh quay cùng các phần bìa album của The Beatles được trình bày bởi Elton John và Keith Moon cùng Dàn nhạc giao hưởng London. Vở nhạc kịch Broadway mang tên Beatlemania với nội dung chưa được cấp phép ra mắt vào năm 1977 và trở nên nổi tiếng, giúp họ có nhiều tour diễn khắp nơi. Năm 1979, ban nhạc khởi kiện nhà sản xuất và được bồi thường hàng triệu $. Sgt. Pepper's Lonely Hearts Club Band (1978) – bộ phim được thực hiện với The Bee Gees và Peter Frampton thủ vai chính – thất bại hoàn toàn về mặt thương mại và được Ingham gọi là "thảm họa nghệ thuật".

#### Thập niên 1980
Sau khi Lennon bị ám sát vào tháng 12 năm 1980, Harrison đã viết lại phần lời ca khúc "All Those Years Ago" để tưởng nhớ tới Lennon. Đĩa đơn được ra mắt vào tháng 5 năm 1981 với Starr chơi trống, McCartney hát chính và vợ anh, Linda, hát bè. Ca khúc tri ân của riêng McCartney, "Here Today", được đưa vào album Tug of War vào tháng 4 năm 1982. Năm 1987, Harrison sáng tác "When We Was Fab" viết về thời kỳ Beatlemania và cho vào album Cloud Nine của mình.
Khi những album phòng thu của The Beatles được phát hành dưới dạng CD bởi EMI và Apple Corps vào năm 1987, lưu trữ chính thức của chúng được đồng bộ hóa trên toàn thế giới với 12 LP từng được phát hành tại Anh cộng thêm bản LP tại Mỹ của Magical Mystery Tour (1967). Mọi EP khác không được trở thành album phòng thu của nhóm và các ca khúc được đưa vào album tuyển tập Past Masters (1988). Ngoài 2 Album đỏ và Album xanh, EMI cũng hủy toàn bộ những album tuyển tập khác của The Beatles, trong đó có cả Hollywood Bowl, khỏi lưu trữ của họ.
Năm 1988, The Beatles được vinh danh tại Đại sảnh Danh vọng Rock and Roll ngay trong năm đầu tiên mà họ đủ điều kiện để được đề cử. Harrison và Starr thay mặt ban nhạc tới nhận giải thưởng cùng gia đình Lennon bao gồm người vợ góa Yoko Ono và hai con trai, Julian và Sean. McCartney không có mặt với lý do "quan điểm khác biệt" khiến anh "cảm thấy hoàn toàn đạo đức giả khi phải vẫy tay và mỉm cười trước một đám đông giả tạo". Ngay năm sau, EMI/Capitol bắt đầu vướng vào vụ kiện bởi chính ban nhạc kéo dài cả thập kỷ về vấn đề bản quyền nhằm giải quyết những tranh chấp nhằm bày bán những sản phẩm chưa từng được phát hành của The Beatles.

#### Thập niên 1990
17 năm sau Hollywood Bowl, Live at the BBC, album trình diễn trực tiếp chính thức tiếp theo của The Beatles được phát hành vào năm 1994. Cùng năm, McCartney, Ringo và Harrison cũng bắt tay vào dự án Anthology. Anthology vốn được manh nha từ năm 1970 khi giám đốc của Apple Corps – Neil Aspinall, người từng là trợ lý và quản lý hành trình của ban nhạc – bắt đầu việc tổng hợp những tài liệu về họ dưới tên dự án The Long and Winding Road. Tập trung khai thác những câu chuyện của The Beatles qua lời kể từ từng thành viên, Anthology theo kèm nhiều sản phẩm chưa từng được phát hành. McCartney, Harrison và Starr cũng bổ sung phần chơi bè và hát cho 2 ca khúc dưới dạng demo mà Lennon từng thu vào cuối những năm 1970 và đầu 1980.
Trong những năm 1995-1996, dự án được trình chiếu trên truyền hình trong 8 tập phim, theo kèm là 2 CD-box set được thiết kế bởi Voormann. Cả hai ca khúc được thực hiện từ bản demo của Lennon, "Free as a Bird" và "Real Love", đều trở thành những đĩa đơn cuối cùng đứng tên The Beatles. Dự án thành công vang dội về mặt thương mại và serie phim truyền hình thu hút được tổng cộng khoảng 400 triệu người xem. "Free as a Bird" được trao Giải Grammy cho Trình diễn song ca hoặc nhóm nhạc pop xuất sắc nhất vào năm 1997. Năm 1999, nhân dịp tái bản bộ phim Yellow Submarine, bản CD soundtrack tổng hợp Yellow Submarine Songtrack cũng được phát hành.

#### Thập niên 2000
Album tuyển tập 1 bao gồm những ca khúc quán quân tại Anh và Mỹ của The Beatles được phát hành vào ngày 13 tháng 11 năm 2000. 1 đạt kỷ lục album bán chạy trong thời gian ngắn nhất mọi thời đại với 3,6 triệu đĩa chỉ trong 1 tuần và 13 triệu đĩa trong tháng đầu tiên. Album đạt vị trí quán quân tại ít nhất 26 quốc gia, trong đó có cả ở Anh và Mỹ. Tính tới tháng 4 năm 2009, album bán được tổng cộng 31 triệu bản, trở thành album bán chạy nhất thập kỷ tại Mỹ.
Harrison qua đời vì bị ung thư phổi di căn vào tháng 11 năm 2001. McCartney và Starr là 2 trong số nhiều nghệ sĩ tham gia vào Concert for George, buổi diễn từ thiện tưởng nhớ tới Harrison được tổ chức bởi gia đình anh cùng Clapton. Sự kiện được tổ chức tại Royal Albert Hall nhân dịp kỷ niệm đúng 1 năm ngày mất của Harrison. Ngoài những ca khúc do anh sáng tác, chương trình còn có sự tham gia trình diễn của dàn nhạc cổ điển Ấn Độ, trình bày và dàn dựng bởi gia đình Ravi Shankar, vốn có ảnh hưởng rất lớn tới cuộc đời Harrison.
Let It Be... Naked, một ấn bản khác của album Let It Be do McCartney biên tập, được phát hành vào năm 2003. Một trong những điểm khác biệt lớn nhất với ấn bản của Spector đó là việc không còn tồn tại phần bè bởi dàn dây. Album dễ dàng đạt vị trí quán quân tại Anh và Mỹ. Những album của The Beatles từng được phát hành trong giai đoạn 1964-1965 tại Mỹ được tuyển tập lại trong box set The Capitol Albums, Volume 1 (2004) và Volume 2 (2006) bao gồm cả hai định dạng stereo và mono được chỉnh sửa theo những ấn bản đĩa than dự tính được bày bán tại Mỹ vào thời điểm đó.
Buổi trình diễn về The Beatles bởi Cirque du Soleil tại Las Vegas được George Martin và con trai Giles hoàn thiện thành album soundtrack mang tên Love với sự tham gia của hơn 130 nghệ sĩ mà Martin gọi là "cách để làm sống lại sự nghiệp âm nhạc của The Beatles trong một khoảng thời gian vô cùng cô đọng". Buổi diễn được thực hiện lần đầu vào tháng 6 năm 2006, và album được phát hành vào tháng 11 cùng năm khi McCartney còn thương lượng để cho ra mắt ca khúc "Carnival of Light" – bản thu thử nghiệm dài 14 phút của ban nhạc tại phòng thu Abbey Road vào năm 1967. Một phần trình diễn hiếm có của 2 cựu-Beatle diễn ra vào tháng 4 năm 2009 tại Royal Albert Hall trong khuôn khổ một hoạt động từ thiện của McCartney. Tại đây, Starr đã tới song ca 3 ca khúc.
Năm 2009, toàn bộ lưu trữ của The Beatles được phân phối dưới dạng kỹ thuật số sau quá trình biên tập và chỉnh âm kéo dài tận 4 năm. Cả 12 album chính thức tại Anh dưới định dạng stereo cùng Magical Mystery Tour và album tuyển tập Past Masters được phát hành đồng thời theo ấn bản CD và box set. So sánh với ấn bản CD năm 1987 vốn bị chê bai vì không rõ nét và sinh động, cây viết Danny Eccleston của tờ Mojo nhận xét: "Phần hát trở nên trong trẻo hơn, nhiều âm thanh tự nhiên hơn và tạo cảm giác nhiều đầu tư trong kỹ thuật trộn âm hơn." Tuyển tập tiếp theo The Beatles in Mono ra mắt bao gồm định dạng mono của từng album của ban nhạc cùng với bản stereo gốc năm 1965 của Help! và Rubber Soul (Martin sau này có chỉnh sửa vào năm 1987). The Beatles: Rock Band, một phần trong serie trò chơi điện tử Rock Band, cũng được ra mắt cùng ngày. Tháng 12 năm 2009, lưu trữ của ban nhạc được phát hành dưới định dạng FLAC và MP3 song giới hạn với 30.000 USB.

#### Thập niên 2010
Vì những bất đồng về bản quyền kéo dài, The Beatles là một trong số những nghệ sĩ tên tuổi cuối cùng ký kết phân phối nhạc trực tuyến. Những tranh chấp bắt nguồn từ vụ kiện của Apple Corps với Apple Inc. – chủ sở hữu của iTunes – về việc sử dụng thương hiệu "Apple". Tới năm 2008, McCartney tuyên bố rằng trở ngại lớn nhất khiến lưu trữ của ban nhạc không thể có được định dạng kỹ thuật số là do EMI "còn muốn một thứ gì đó nữa từ chúng tôi". Năm 2010, toàn bộ 13 album phòng thu chính thức của The Beatles, cùng các album tuyển tập Past Masters, Album đỏ và Album xanh cuối cùng cũng được xuất hiện trên hệ thống phân phối của iTunes.
Năm 2012, tập đoàn Universal Music Group của Mỹ mua lại hãng đĩa EMI. Theo những điều luật ràng buộc, Liên minh châu Âu, vì những lý do chống độc quyền, đã buộc EMI phải giữ lại những lưu trữ quý giá, trong đó có Parlophone. EMI được phép giữ lại toàn bộ lưu trữ của The Beatles dưới tên hãng đĩa mới Capitol Records – một chi nhánh mới tại Anh của Universal. Cũng trong năm 2012, EMI cũng cho tái bản toàn bộ các album của ban nhạc dưới dạng đĩa than cũng như từng album dưới dạng box set.
Tới tháng 12 năm 2013, 59 bản thu khác của The Beatles được phát hành trên iTunes. Ấn phẩm mang tên The Beatles Bootleg Recordings 1963 được phép chia sẻ bản quyền tới tận 70 năm tiếp theo với điều kiện các ca khúc đều được giới thiệu ít nhất 1 lần cho tới cuối năm 2013. Apple Records cho phát hành sản phẩm này vào ngày 17 tháng 12 nhằm tránh việc bị phát tán miễn phí rồi bị gỡ trong cùng ngày trên iTunes. Người hâm mộ phản ứng khá trái chiều, và một blogger bình luận "một sản phẩm tuyệt hảo của The Beatles nhằm cố gắng giành lấy tất cả những gì mà vốn họ đã có hết rồi."
Ngày 26 tháng 1 năm 2014, McCartney và Starr cùng nhau trình diễn ca khúc "Queenie Eye" tại Giải Grammy lần thứ 56, được tổ chức tại Trung tâm Staples ở Los Angeles. Ngày hôm sau, chương trình truyền hình đặc biệt The Night That Changed America: A Grammy Salute to The Beatles được ghi hình tại Sảnh Tây của Trung tâm Hội nghị Los Angeles. Nó lên sóng vào ngày 9 tháng 2, đúng vào ngày này và trên cùng một kênh thuyền hình cách đây 50 năm về trước – chương trình đầu tiên trên sóng truyền hình Hoa Kỳ của The Beatles tại The Ed Sullivan Show được phát sóng. Chương trình đặc biệt bao gồm các buổi biểu diễn nhiều bài hát của The Beatles do các nghệ sĩ hiện đại thể hiện cũng như của chính McCartney và Starr, những đoạn phim lưu trữ và các buổi phỏng vấn với hai cựu thành viên còn sống do David Letterman thực hiện tại Nhà hát Ed Sullivan. Vào tháng 12 năm 2015, The Beatles đã phát hành tuyển tập những ca khúc của họ trên nhiều dịch vụ âm nhạc trực tuyến khác nhau bao gồm Spotify và Apple Music.
Vào tháng 9 năm 2016, bộ phim tài liệu The Beatles: Eight Days a Week được phát hành. Phim do Ron Howard làm đạo diễn, tường thuật lại sự nghiệp của The Beatles trong những năm lưu diễn từ năm 1962 đến năm 1966, từ buổi biểu diễn ở Liverpool vào năm 1961 đến buổi hòa nhạc cuối cùng ở San Francisco năm 1966. Phim được trình chiếu tại các rạp vào ngày 15 tháng 9 tại Vương quốc Anh và Hoa Kỳ, và bắt đầu phát trực tuyến trên Hulu vào ngày 17 tháng 9. Tác phẩm nhận được một số giải thưởng và đề cử, bao gồm đề cử Phim tài liệu xuất sắc nhất tại Giải BAFTA lần thứ 70 và đề cử Phim tài liệu hoặc phi hư cấu xuất sắc nhất tại Giải Primetime Creative Arts Emmy lần thứ 69. Một phiên bản mở rộng, phối và làm lại của The Beatles at the Hollywood Bowl đã được phát hành vào ngày 9 tháng 9, trùng với thời điểm phát hành bộ phim.
Vào ngày 18 tháng 5 năm 2017, Sirius XM Radio đã ra mắt kênh phát thanh 24/7, The Beatles Channel. Một tuần sau, Sgt. Pepper's Lonely Hearts Club Band đã được tái phát hành với các bản phối mới và những tác phẩm chưa từng được ra mắt nhân kỷ niệm 50 năm ngày phát hành album. Các box set đã được phát hành cho The Beatles vào tháng 11 năm 2018, và Abbey Road vào tháng 9 năm 2019. Vào tuần đầu tiên của tháng 10 năm 2019, Abbey Road trở lại vị trí số một trên UK Albums Chart. The Beatles đã tự phá kỷ lục của chính mình với việc sở hữu album phòng thu có khoảng cách giữa hai lần đứng đầu bảng xếp hạng âm nhạc dài nhất khi Abbey Road đạt lại vị trí quán quân sau 50 năm kể từ lần phát hành gốc.

#### Thập niên 2020
Tháng 11 năm 2021, The Beatles: Get Back, một bộ phim tài liệu do Peter Jackson làm đạo diễn sử dụng các cảnh quay trong bộ phim Let It Be, được phát hành trên Disney+ dưới dạng một miniseries ba phần. Một cuốn sách cũng có tựa đề The Beatles: Get Back đã được phát hành vào ngày 12 tháng 10, trước thời điểm ra mắt bộ phim tài liệu. Một phiên bản siêu sang trọng của album Let It Be được phát hành vào ngày 15 tháng 10. Vào tháng 1 năm 2022, một album mang tên Get Back (Rooftop Performance), bao gồm những bản phối mới về buổi diễn trên sân thượng của The Beatles, đã được phát hành trên nhiều dịch vụ phát nhạc trực tuyến.
Năm 2022, McCartney và Starr đã hợp tác thực hiện một bản thu mới của bài hát "Let It Be" với sự tham gia của Dolly Parton, Peter Frampton và Mick Fleetwood, nó dự kiến sẽ được phát hành trong album Rockstar của Parton vào tháng 11 năm 2023. Tháng 10 năm 2022, một phiên bản đặc biệt của album Revolver đã được phát hành, bao gồm những bản demo chưa từng được phát hành, những đoạn thu âm trong phòng thu không được sử dụng (studio outtakes), bản trộn âm thanh ban đầu (original mono mix) và một bản remix stereo mới sử dụng công nghệ tách âm bằng AI do WingNuts Films của Peter Jackson phát triển, trước đây đã được sử dụng để khôi phục âm thanh cho bộ phim tài liệu Get Back.
Tháng 6 năm 2023, McCartney công bố kế hoạch phát hành "bản thu cuối cùng của The Beatles" vào cuối năm, sử dụng công nghệ tách âm của Jackson để trích xuất giọng hát của Lennon từ bản demo cũ của một bài hát mà ông đã sáng tác khi còn hoạt động solo. Tháng 10 năm 2023, bài hát được tiết lộ là "Now and Then", ấn định thời điểm phát hành vật lý và kỹ thuật số vào ngày 2 tháng 11 năm 2023. Video âm nhạc chính thức của "Now and Then" phát hành ngay hôm sau, nhanh chóng thu hút hơn 8 triệu lượt xem trong vòng 12 giờ đầu tiên, cũng như lọt vào danh sách ca khúc được phát trực tuyến nhiều nhất lúc bấy giờ trên Spotify. "Now and Then" đồng loạt ra mắt trên các kênh phát thanh thuộc nhiều thể loại khác nhau bao gồm âm nhạc, alternative, tin tức/thời sự và thể thao. Sự kiện này cũng lập kỷ lục về số lượng đài phát thanh phát sóng cùng lúc một bản nhạc. Đây trở thành đĩa đơn quán quân đầu tiên của họ tại Vương quốc Anh kể từ năm 1969. Tại lễ trao giải Grammy lần thứ 67, bài hát đã giành giải Trình diễn Rock xuất sắc nhất và nhận được đề cử cho Thu âm của năm. Những đề cử nêu trên mang ý nghĩa lịch sử vì đã khiến "Now and Then" trở thành ca khúc đầu tiên có sự hỗ trợ của trí tuệ nhân tạo được đề cử và đoạt giải Grammy.
Ngày 8 tháng 5 năm 2024, Let It Be chính thức phát hành trên Disney+ sau khi được khôi phục kỹ thuật số bởi công ty hậu kỳ Park Road Post của Jackson. Đây là lần đầu tiên bộ phim được công chiếu rộng rãi kể từ khi ra rạp vào năm 1970.

## Phong cách nghệ thuật
Trong cuốn Icons of Rock: An Encyclopedia of the Legends Who Changed Music Forever, Scott Schinder và Andy Schwartz viết về sự phát triển âm nhạc của The Beatles:
"Từ hình ảnh thuở ban đầu hồn nhiên của những chàng trai bù xù dí dỏm, The Beatles đã phát triển âm thanh, phong cách và cả thái độ trên sân khấu cũng như mở tung cánh cửa rock 'n' roll cho nhạc rock nước Anh. Những thành công ban đầu đã quá đủ để biến họ trở thành một trong những nhân vật có ảnh hưởng nhất của thời đại, song họ không muốn dừng lại ở đó. Cho dù phong cách ban đầu của họ là vô cùng cơ bản, dung hòa được nhạc rock 'n' roll Mỹ nguyên thủy với nhạc R&B, song The Beatles đã dành hầu hết quãng thời gian còn lại của thập kỷ 1960 để phá vỡ mọi giới hạn của nhạc rock, đem tới những phong cách mới trong mỗi album. Những thử nghiệm ngày một phức tạp của ban nhạc đã được tạo nên từ vô số thể loại khác nhau, từ folk rock, nhạc đồng quê, psychedelic rock cho tới baroque pop mà không có chút liên hệ mật thiết nào với thời kỳ đầu của họ."
Trong cuốn The Beatles as Musicians, Walter Everett viết về sự cạnh tranh và đối lập giữa Lennon và McCartney trong những sáng tác của ban nhạc: "Có thể nói McCartney đã trưởng thành không ngừng – theo ý nghĩa giải trí – trong hình ảnh người nhạc sĩ tài năng với đôi tai đối âm hoàn hảo cùng nhiều khía cạnh khác của những ngón nghề từng được tất cả mọi người thừa nhận – thứ ngôn ngữ chung mà anh vô cùng chú trọng. Trái lại, âm nhạc của Lennon được đánh giá cao trong việc táo bạo sản xuất những tiềm thức lớn lao, tìm kiếm những xúc cảm nghệ thuật rất hệ thống."
Ian MacDonald miêu tả McCartney là "một người viết nhạc bẩm sinh – người tạo ra những âm thanh sống động cùng những hòa âm của chúng". Những giai điệu của McCartney thường đặc trưng bởi sự nổi bật của "trục dọc" cùng với đó là những quãng rộng, du dương nhằm diễn đạt "năng lượng và sự lạc quan ngoại hướng". Trong khi đó, "bản lĩnh vững vàng và đầy châm biếm" của Lennon là hình ảnh của "trục ngang" với những quãng nhỏ và nghịch tai cùng với đó là những giai điệu lặp theo kèm với thứ nhạc đệm mà anh luôn chú trọng: "Vốn là một người thực tế, anh ấy luôn giữ giai điệu của mình theo sát với nhịp điệu và phách, bổ sung vào ca từ những yếu tố blues hơn là sáng tạo ra những nốt có thể khiến người khác sửng sốt." MacDonald cũng đánh giá cao vai trò lead guitar của Harrison với "những nốt đặc trưng cùng chất liệu đầy màu sắc" bên cạnh những đóng góp của Lennon và McCartney, đồng thời gọi Starr là "hình mẫu của mọi tay trống pop/rock hiện đại".

### Ảnh hưởng
Những người sớm có ảnh hưởng tới ban nhạc bao gồm Elvis Presley, Carl Perkins, Little Richard và Chuck Berry. Trong thời gian The Beatles ở cùng Little Richard tại câu lạc bộ Star-Club ở Hamburg từ tháng 4 tới tháng 5 năm 1962, họ đã được chỉ dẫn nhiều kỹ năng về nghệ thuật trình diễn. Về Presley, Lennon nói: "Chưa có gì thu hút tôi cho tới khi tôi được nghe Elvis. Nếu không có Elvis, hẳn sẽ không bao giờ có The Beatles."
Những nghệ sĩ lớn khác có ảnh hưởng tới ban nhạc còn có thể kể tới Buddy Holly, Eddie Cochran, Roy Orbison và The Everly Brothers. The Beatles tiếp tục thu nhận những ảnh hướng khác ngay từ những thành công đầu tiên của họ, cùng với đó là thường xuyên tham khảo nhiều hình mẫu về ca từ và âm nhạc từ các nghệ sĩ đương thời, bao gồm Bob Dylan, Frank Zappa, The Lovin' Spoonful, The Byrds và The Beach Boys, đặc biệt album Pet Sounds (1966) đã làm choáng ngợp và tạo cảm hứng lớn lao cho McCartney. Martin nhấn mạnh: "Nếu không có Pet Sounds thì sẽ không bao giờ có Sgt. Pepper... Pepper sinh ra là để đáp lại Pet Sounds." Ravi Shankar từng trải qua 6 tuần cùng Harrison tại Ấn Độ vào cuối năm 1966, và kể từ đó tạo nên những ảnh hưởng rõ ràng lên tư duy và sự phát triển âm nhạc của The Beatles.

### Phong cách

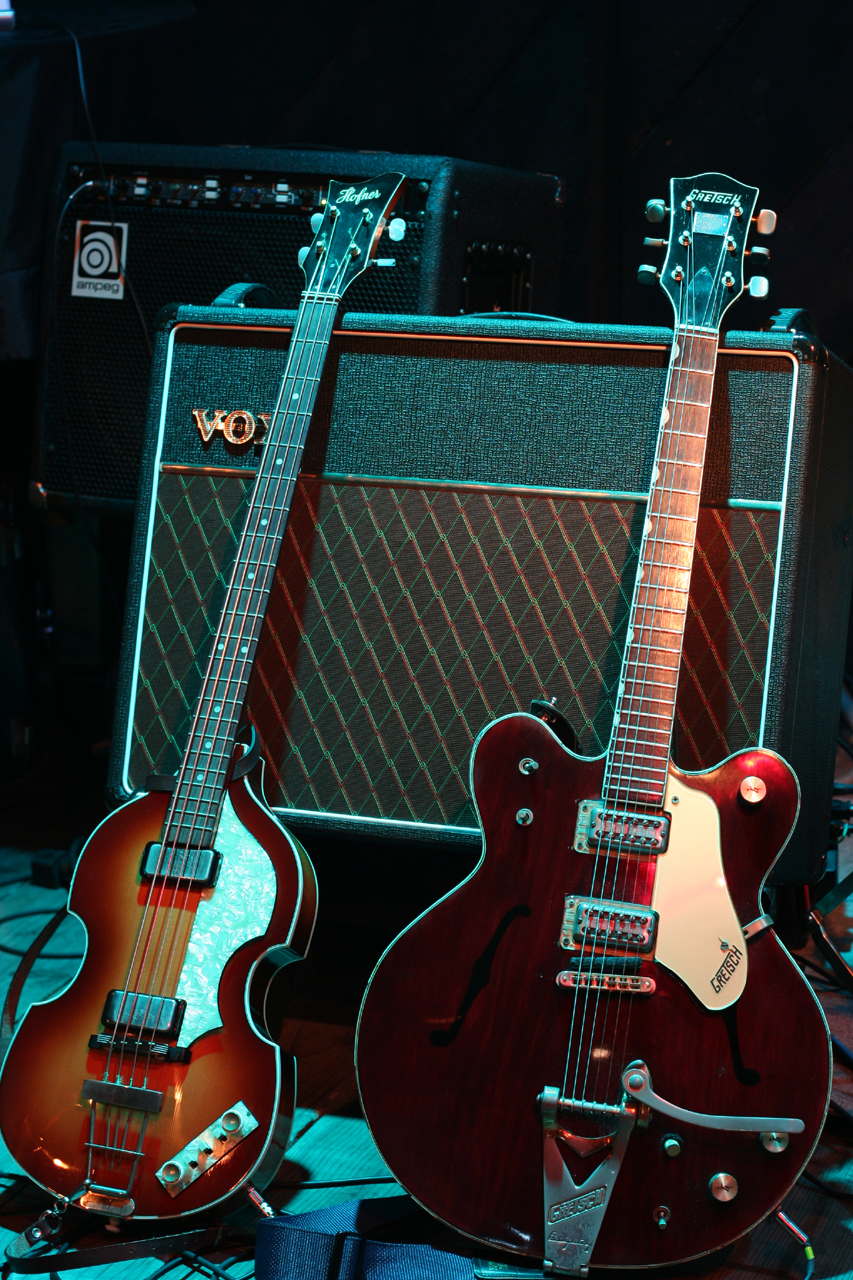
Cây bass Höfner của McCartney bên cạnh cây Gretsch Tennessean của Harrison được đặt bên ampli Vox AC30 mà ban nhạc sử dụng trong thập niên 1960

Xuất phát điểm là một nhóm nhạc skiffle, The Beatles dễ dàng thu nhận những tinh hoa của nhạc rock 'n' roll thập niên 1950 và Merseybeat (sau này trở thành phong cách chủ đạo của nhóm), rồi sau đó họ mở rộng khả năng trình diễn của mình ra nhiều phong cách đa dạng khác nhau. Lennon nói về việc này trong buổi ra mắt album Beatles For Sale: "Bạn có thể nói album mới của chúng tôi là một bản LP đồng-quê-phương-Tây", trong khi Gould gọi Rubber Soul là "thứ phương tiện đã giúp những gã cuồng nhạc folk có thể tiếp cận được với nhạc pop".
Cho dù "Yesterday" không phải là ca khúc pop đầu tiên sử dụng dàn nhạc dây, song nó lại đánh dấu việc lần đầu tiên ban nhạc sử dụng những nhạc cụ cổ điển trong sáng tác của mình. Gould nhận xét: "Thứ âm thanh truyền thống hơn của dàn dây đã cho phép người nghe đánh giá một cách hoàn toàn mới trong tư cách người viết nhạc vốn đã dị ứng lâu ngày bởi tiếng trống đều đều và tiếng guitar điện." Họ tiếp tục những thử nghiệm với dàn dây qua nhiều hiệu ứng khác: ca khúc "She's Leaving Home" đã "tổng hợp được phong cách ballad tình cảm từ thời Victoria", Gould viết, "âm nhạc và ca từ chính là khuôn mẫu của melodrama".
Việc mở rộng phong cách của họ tiếp tục đi theo con đường mới với đĩa đơn mặt B "Rain" (1966) mà Martin Strong miêu tả "ca khúc psychedelic rõ ràng đầu tiên của The Beatles". Rất nhiều ca khúc của thể loại này đã được thực hiện sau đó, bao gồm "Tomorrow Never Knows", "Strawberry Fields Forever", "Lucy in the Sky with Diamonds" và "I Am the Walrus". Ảnh hưởng của âm nhạc Ấn Độ đã được thể hiện rõ ràng trong các sáng tác của Harrison bao gồm "The Inner Light", "Love You To" và "Within You Without You" mà 2 ca khúc sau được Gould gọi là "minh họa của raga trong một sản phẩm thu nhỏ".
Cải tiến chính là một trong những nét đặc trưng nhất trong quá trình phát triển của ban nhạc. Nhà nghiên cứu âm nhạc Michael Campbell bình luận: ""A Day in the Life" đã đúc kết nghệ thuật và những thành tựu của The Beatles trong một đĩa đơn. Điểm sáng nằm trong âm nhạc tuyệt hảo của họ: những âm thành giàu hình tượng, sự du dương của giai điệu ngọt ngào và sự phối hợp chặt chẽ giữa âm nhạc và ca từ. Ca khúc đã trở thành một biểu tượng mới – phức tạp hơn nhạc pop thông thường... và hoàn toàn tân tiến. Chưa bao giờ tồn tại một sản phẩm như vậy – vừa đặc trưng vừa kết hợp âm nhạc cổ điển – mà họ đã tổng hợp lại từ rất nhiều yếu tố đa dạng." Nhà nghiên cứu triết học Bruce Ellis Benson cũng đồng ý: "The Beatles... đã đem tới cho chúng ta ví dụ về những hình tượng có ảnh hưởng nhất như âm nhạc Celtic, R&B, âm nhạc đồng quê và cả âm nhạc phương Đông đều có thể dung hòa với nhau và tự trở thành một con đường hoàn toàn mới."
Cây bút Dominic Pedler viết về cách The Beatles đi xa hơn những thể loại âm nhạc thông thường: "Hơn cả việc đi từ thể loại này sang thể loại khác (mà đôi lúc bị nhầm lẫn), ban nhạc vẫn giữ nguyên trong mình sự bí ẩn âm nhạc đặc trưng, tạo nên những bản hit cùng lúc với việc nâng cấp nhạc rock và lục tìm những giới hạn rộng lớn kể cả từ những yếu tố ngoại vi như nhạc đồng quê và vaudeville. Một trong những bước tiến của họ là vẫn sử dụng folk rock như phần nền cho âm nhạc của mình bên cạnh âm nhạc Ấn Độ và cả triết học." Khi mối bất đồng giữa các thành viên ngày một gia tăng, sự khác biệt cá nhân lại ngày một rõ rệt. Phần bìa thiết kế tối giản của Album trắng hoàn toàn đối lập với sự phức tạp và đa dạng của phần nội dung âm nhạc, điển hình là ca khúc "Revolution 9" của Lennon được viết theo phong cách musique concrète ảnh hưởng từ Yoko Ono, "Don't Pass Me By" của Starr được viết theo phong cách đồng quê, "While My Guitar Gently Weeps" của Harrison mang phong cách rock ballad còn "Helter Skelter" của McCartney được coi là tiền thân của heavy metal.

### Vai trò của George Martin

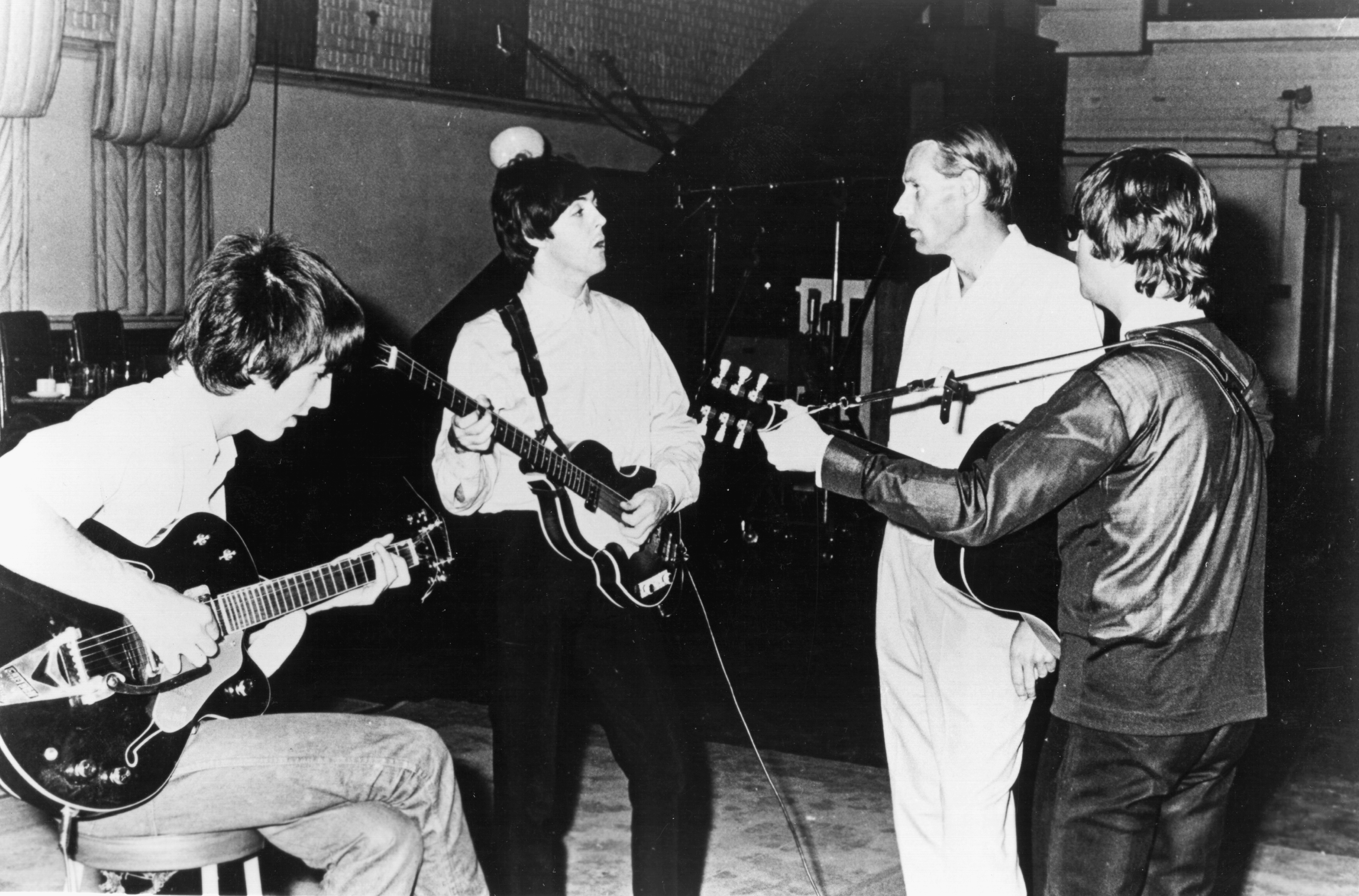
Martin (thứ hai từ phải sang) trong phòng thu với The Beatles vào giữa những năm 1960

Ảnh hưởng của George Martin trong vai trò nhà sản xuất đã đưa ông trở thành một trong những nhân vật xứng đáng nhất với tên gọi "Beatle thứ năm". Ông đã đem tới niềm đam mê âm nhạc cổ điển qua nhiều hình thức khác nhau, biến mình trở thành "một thầy giáo dạy nhạc" qua việc tham gia vào công việc viết nhạc. Chính Martin là người đã gợi ý với McCartney việc sử dụng dàn tứ tấu dây làm phần bè cho ca khúc "Yesterday", từ đó giới thiệu với The Beatles "thế giới bất ngờ và rộng lớn của những nhạc cụ cổ điển đầy màu sắc". Sức sáng tạo của ban nhạc cũng nhận được sự ủng hộ lớn từ Martin khi ông dám đề nghị thử nghiệm với mọi ý kiến của họ, điển hình là việc cho thêm "chút baroque" vào nhiều ca khúc. Ngoài việc hòa âm và chỉ huy dàn nhạc, Martin đôi lúc còn tham gia thu âm cùng ban nhạc khi chơi piano, organ và cả kèn hơi.
Làm việc với Lennon và McCartney đòi hỏi Martin phải thích ứng được những quan điểm âm nhạc khác nhau của họ trong sáng tác cũng như thu âm. MacDonald bình luận: "Trong khi [ông ấy] làm việc tự nhiên hơn với một McCartney mềm mỏng thì thách thức trong việc đáp ứng những trực giác nhạy bén của Lennon lại giúp ông dồn nhiều tâm trí cho phần hòa âm mà trong đó ca khúc "Being for the Benefit of Mr. Kite!" là một ví dụ điển hình." Martin cũng nói về phong cách viết nhạc khác nhau của bộ đôi và ảnh hưởng lớn từ cá nhân ông:
"So với những ca khúc của Paul vốn được viết ít nhiều liên quan tới thực tế, các ca khúc của John mang tính phiêu diêu và nhiều yếu tố bí ẩn hơn... Khả năng tưởng tượng chính là điểm nổi bật trong các sáng tác của John – "những cây quýt", "bầu trời màu mứt cam", "những bông hoa bằng giấy bóng kính",... Tôi cứ nghĩ rằng cậu ấy là Salvador Dalí trong hình hài một nhạc sĩ phong lưu - nghiện thuốc. Mặt khác, tôi không thể nói rằng các chất kích thích không có ảnh hưởng lớn tới cuộc sống của các Beatle... họ biết rằng tôi – một người được học hành đầy đủ – sẽ không bao giờ đồng tình... Không những tôi không thử dùng những thứ đó, tự tôi thấy mình không cần tới chúng. Và tôi cũng không ngần ngại nói rằng nếu như tôi từng sử dụng ma túy thì Pepper sẽ không bao giờ được như vậy. Có lẽ sự cộng hưởng giữa những tay nghiện thuốc và những người không dùng chúng chính là chìa khóa của thành công, liệu có ai dám chắc?"
Harrison cũng tôn vinh vai trò trong phòng thu của Martin: "Tôi nghĩ chúng tôi đã cùng nhau trưởng thành suốt quãng thời gian đó, ông ấy là một người đường hoàng còn chúng tôi thì như lũ điên. Nhưng ông ấy lại luôn ở bên để giúp chúng tôi hiểu hơn về sự điên rồ của mình – chúng tôi vẫn thường thử nghiệm avant-garde vài ngày mỗi tuần, và ông ấy có mặt như người đáng tin cậy nhất để diễn đạt trực tiếp tới kỹ thuật viên và với băng thâu."

### Phòng thu
Nhận thức rằng cải tiến kỹ thuật phòng thu cũng là giúp mở rộng chất lượng thu âm, The Beatles đã tận dụng triệt để kinh nghiệm từ George Martin và đội ngũ kỹ thuật viên của ông. Luôn hướng tới việc tận dụng mọi cơ hội để sáng tạo, từ cách chơi guitar ngược, dội âm theo nguyên tắc chai thủy tinh, thu âm băng ngược để có đoạn chơi ngược,... tất cả đều có trong những sản phẩm thu âm của họ. Niềm đam mê tạo nên những âm thanh mới trong mỗi bản thu cùng với khả năng hòa âm tuyệt vời của Martin cùng với tài năng của các kỹ thuật viên kinh nghiệm của EMI như Norman Smith, Ken Townsend và Geoff Emerick, đã tạo nên những ấn tượng vô cùng đặc trưng kể từ Rubber Soul, và có lẽ rõ ràng hơn, kể từ Revolver. Cùng với những cải tiến về kỹ thuật thu âm và hiệu ứng âm thanh, những vị trí đặt micro bất bình thường, băng thâu, ghi âm đè và thay đổi tốc độ băng thâu, The Beatles cũng đưa vào nhiều nhạc cụ chưa từng được sử dụng với nhạc rock vào thời điểm đó. Những nhạc cụ kể trên bao gồm dàn dây và dàn hơi cùng những nhạc cụ Ấn Độ như sitar trong "Norwegian Wood" và swarmandal trong "Strawberry Fields Forever". Họ cũng sử dụng nhiều nhạc cụ điện mới như mellotron mà McCartney chơi trong phần mở đầu của "Strawberry Fields", hay chiếc clavioline – chiếc keyboard đặc biệt đã tạo nên hiệu ứng như kèn ô-boa trong "Baby, You're a Rich Man".

## Tôn vinh
Cựu cộng tác viên của tờ Rolling Stone, Robert Greenfield, so sánh The Beatles với danh họa Pablo Picasso "người nghệ sĩ dám phá vỡ những quy tắc của thời kỳ của mình để đi tới một thứ độc nhất và căn nguyên... Đối với âm nhạc quần chúng, không thể có điều gì có thể cách mạng hơn, sáng tạo hơn, riêng biệt hơn..." Họ không chỉ mở ra thời kỳ British Invasion ở Mỹ, họ còn trở thành hiện tượng nổi tiếng toàn cầu.
Những cải tiến của ban nhạc đã tạo nên niềm cảm hứng cho vô vàn nghệ sĩ trên toàn thế giới. Rất nhiều nghệ sĩ đã tiếp nhận ảnh hưởng từ The Beatles và có được những thành công tại các bảng xếp hạng khi hát lại các ca khúc của ban nhạc. Trên sóng phát thanh, sự xuất hiện của họ đánh dấu một thời kỳ mới; năm 1968, phát thanh viên đài WABC ở New York từng cấm DJ cho phát bất cứ ca khúc nào "tiền-Beatles". Họ cũng góp phần định nghĩa lại album là một khối thống nhất chứ không phải là các bản hit theo kèm là những ca khúc "lấp chỗ trống", và họ cũng là những người đầu tiên cách tân các video ca nhạc. Buổi diễn của ban nhạc tại sân vận động Shea Stadium mở màn tour diễn vòng quanh nước Mỹ năm 1965 thu hút 55.600 khán giả và đây chính là buổi diễn ngoài trời lớn nhất lịch sử. Spitz miêu tả sự kiện này "một cơn địa chấn... một bước tiến khổng lồ trong việc định hình lại khái niệm buổi trình diễn thương mại". Trang phục và đặc biệt kiểu tóc của họ – thứ vốn trở thành biểu tượng của phong trào giải phóng xã hội – có ảnh hưởng toàn cầu về mặt thời trang.
Theo Gould, The Beatles đã thay đổi cách người nghe thưởng thức âm nhạc quần chúng, mặt khác đưa nó vào cuộc sống chính mình. Kể từ thời kỳ Beatlemania, sự nổi tiếng của ban nhạc đã trở thành hiện thân của những chuyển biến văn hóa xã hội của thập kỷ. Là biểu tượng của phong trào phản văn hóa thập niên 1960, họ chính là chất xúc tác đưa những người phóng túng tự do và những nhà hoạt động xã hội tới những chủ đề tranh luận đa dạng, thúc đẩy những hoạt động như phong trào giải phóng phụ nữ, phong trào giải phóng người đồng tính và bảo vệ môi trường. Theo Peter Lavezzoli, sau sự kiện gây tranh cãi "nổi tiếng hơn cả Chúa Jesus" vào năm 1966, The Beatles đã cảm thấy áp lực hơn trước mỗi phát ngôn của mình và "bắt đầu những cố gắng đầy toan tính mỗi khi truyền đạt một thông điệp về sự thông thái hay về kiến thức sâu xa."

## Giải thưởng và thành tựu
Năm 1965, nữ hoàng Elizabeth II đã trao tặng tước hiệu Thành viên Hoàng gia Anh (MBE) cho ban nhạc. Bộ phim Let It Be cũng giành tượng vàng Oscar năm 1971 cho Nhạc phim xuất sắc nhất. Ngoài 7 giải Grammy và 15 giải Ivor Novello, The Beatles còn có 6 album đạt chứng chỉ Kim cương, 24 album đạt chứng chỉ đa-Bạch kim, 39 album đạt chứng chỉ Bạch kim và 45 album đạt chứng chỉ Vàng tại Mỹ. Tại Anh, ban nhạc có 4 album đa-Bạch kim, 4 album Bạch kim, 8 album Vàng và 1 album Bạc. Họ được vinh danh tại Đại sảnh Danh vọng Rock and Roll vào năm 1998.
Với ít nhất 600 triệu đĩa đã bán, The Beatles là ban nhạc có số đĩa bán chạy nhất lịch sử (theo EMI, con số này là 1 tỷ). Họ cũng là nghệ sĩ có nhiều album quán quân nhất tại Anh (với 15 album) và bán được tổng cộng 21,9 triệu đĩa đơn, nhiều hơn bất kể nghệ sĩ nào khác. Năm 2004, tạp chí danh giá Rolling Stone xếp The Beatles là nghệ sĩ vĩ đại nhất mọi thời đại. Năm 2008, họ cũng có được vị trí số một trong danh sách nghệ sĩ thành công nhất tại Billboard Hot 100 nhân dịp kỷ niệm 50 năm ra đời của bảng xếp hạng. Tính tới năm 2012, họ chính là nghệ sĩ có nhiều đĩa đơn quán quân nhất tại bảng xếp hạng trên với 20 đĩa đơn. RIAA chứng nhận The Beatles bán được 117 triệu đĩa tại Mỹ, nhiều hơn bất kể nghệ sĩ nào khác. Họ cũng được có tên trong danh sách "Nhân vật quan trọng nhất của thế kỷ 20" của tạp chí Time. Năm 2014, The Beatles được trao giải Grammy Thành tựu trọn đời.

## Thành viên
| Thành viên chính - John Lennon – hát, guitar, keyboard, harmonica, bass (1960–1969; mất 1980) - Paul McCartney – hát, bass, guitar, keyboard, trống (1960–1970) - George Harrison – guitar, hát, sitar, keyboard, bass (1960–1970; mất 2001) - Ringo Starr – trống, bộ gõ, hát (1962–1970) | Thành viên ban đầu - Pete Best – trống, hát (1960–1962) - Stuart Sutcliffe – bass, hát (1960–1961; mất 1962) - Chas Newby – bass (1960–1961) - Norman Chapman – trống (1960; mất 1995) - Tommy Moore – trống (1960; mất 1981) Nhạc công lưu diễn - Jimmie Nicol – trống (1964) |

## Danh sách đĩa nhạc
The Beatles có một danh mục tác phẩm bao gồm 13 album phòng thu và 1 album tổng hợp các đĩa đơn và EP đã phát hành tại Anh.
- Please Please Me (1963)
- With the Beatles (1963)
- A Hard Day's Night (1964)
- Beatles for Sale (1964)
- Help! (1965)
- Rubber Soul (1965)
- Revolver (1966)
- Sgt. Pepper's Lonely Hearts Club Band (1967)
- Magical Mystery Tour (1967)
- The Beatles (1968) ("Album trắng")
- Yellow Submarine (1969)
- Abbey Road (1969)
- Let It Be (1970)
- Past Masters (1988, tổng hợp)

## Tác quyền ca khúc
Tới năm 1969, lưu trữ của The Beatles hầu hết thuộc về Northern Songs – một công ty được thành lập bởi Dick James để bảo vệ tác quyền của Lennon và McCartney, rồi sau đó của nhiều nghệ sĩ khác. Công ty được quản lý bởi James và Emmanuel Silver, toàn quyền về lợi nhuận với hơn 50% đóng góp cổ phần. McCartney được 20% lợi nhuận, Lennon 19-20% còn Epstein được 9-10% trong khi bình thường anh vẫn được nhận 25% kèm công tác phí.
Năm 1965, công ty không còn thuộc quyền sở hữu tư nhân nữa. Gần 5 triệu cổ phiếu được niêm yết với mệnh giá tổng cộng tới 3,75 triệu $. James và Silver sở hữu 935.000 cổ phiếu, Lennon và McCartney sở hữu lần lượt 750.000 cổ phiếu còn công ty của Epstein – NEMS – được nhận 375.000 cổ phiếu. Trong số 1,25 triệu cổ phiếu còn lại, Starr và Harrison chỉ nhận lần lượt 40.000 cổ phiếu. Cùng lúc công ty được đưa lên sàn chứng khoán, Lennon và McCartney cũng ký hợp đồng mới có thời hạn 3 năm ràng buộc họ với Northern Songs tới năm 1973.
Harrison thành lập công ty Harrisongs nhằm giới thiệu những sáng tác của mình trong thời kỳ The Beatles, nhưng rồi sau đó cũng ký hợp đồng với Northern Songs để chia sẻ bản quyền cho tới tháng 3 năm 1968, bao gồm cả những ca khúc như "Taxman", "Within You Without You". Những ca khúc đồng sáng tác bởi Starr trước năm 1968 như "What Goes On" và "Flying" cũng thuộc quyền sở hữu của Northern Songs. Harrison không ký hợp đồng mới với Northern Songs mà ký hợp đồng với Apple Corps nhằm giúp anh giữ được bản quyền tất cả các sáng tác của mình. Kể từ đó, Harrison đã không mất bản quyền cho những sáng tác sau này cho The Beatles như "While My Guitar Gently Weeps" và "Something". Cùng năm, Starr thành lập công ty Startling Music nhằm giữ bản quyền cho các sáng tác của mình như "Don't Pass Me By" và "Octopus's Garden".
Tháng 3 năm 1969, James bí mật thu xếp bán cổ phần của mình và Silver cho hãng truyền hình Anh quốc Associated Television (ATV) được thành lập bởi Lew Grade mà không thông báo cho The Beatles. Ban nhạc buộc phải thương thảo để giành lấy tác quyền qua việc đưa ra đề nghị rằng hãng truyền hình có trụ sở ở London được quyền nắm 14% lợi nhuận. Tuy nhiên, điều khoản này bị từ chối bởi Lennon khi anh tuyên bố "tôi phát ốm vì mấy gã ăn mặc bảnh bao béo mập ngồi ở văn phòng trên Thành phố". Tới cuối tháng 5, ATV đã có được phần lớn sản phẩm của Northern Songs, kiểm soát hầu hết các lưu trữ của Lennon-McCartney cũng như những sáng tác cho tới năm 1973. Quá thất vọng, cả Lennon và McCartney đều bán hết cổ phiếu của mình cho ATV vào cuối tháng 10 năm 1969.
Năm 1981, ACC – công ty mẹ của ATV – làm ăn thua lỗ, buộc họ phải rao bán mảng âm nhạc của mình. Theo 2 tác giả Brian Southall và Rupert Perry, Grade đã liên lạc với McCartney đề nghị bán ATV và Northern Songs với giá 30 triệu $. Theo lời McCartney kể lại vào năm 1995, anh đã gặp Grade và giải thích mình chỉ quan tâm duy nhất tới Northern Songs vậy nên anh chỉ mua lại nếu Grade chịu "phân tách" lời đề nghị. Không lâu sau, Grade rao bán Northern Songs với giá 20 triệu £ và cho các cựu-Beatles "1 tuần để suy nghĩ". Theo McCartney, anh và Ono có đề nghị với giá 5 triệu £ song bị từ chối. Theo nhiều nguồn vào thời điểm đó, Grade sau đó từ chối lời đề nghị mua Northern Songs rồi cũng từ chối lời mua lại ATV Music từ Ono và McCartney với giá 21-25 triệu £. Năm 1982, ACC được mua lại bởi doanh nhân người Úc, Robert Holmes à Court, với giá 60 triệu £.
3 năm sau, Michael Jackson mua lại ATV với giá 47,5 triệu $. Thương vụ giúp anh kiểm soát toàn bộ hơn 200 ca khúc của The Beatles, cùng với đó là hơn 40.000 hợp đồng bản quyền. Năm 1995, Jackson sáp nhập công ty với Sony để thành lập nên công ty phát hành Sony/ATV Music Publishing mà anh nắm giữ 50% cổ phần. Công ty mới này được định giá tới hơn nửa tỷ $ và trở thành hãng quản lý âm nhạc lớn thứ 3 thế giới.
Cho dù bị mất tác quyền của phần lớn những sáng tác, song những người thừa kế hợp pháp của Lennon và bản thân McCartney vẫn được nhận % theo luật bản quyền, giúp họ có được 33⅓% doanh thu từ Mỹ và 50-55% doanh thu trên toàn thế giới. 2 ca khúc đầu tiên của Lennon-McCartney, "Love Me Do" và "P.S. I Love You", được phát hành bởi công ty con của EMI – Ardmore & Beechwood – trước khi họ ký hợp đồng với James. McCartney mua lại Ardmore vào giữa những năm 1980, và đây trở thành 2 ca khúc duy nhất của The Beatles thuộc quyền sở hữu của công ty MPL Communications của McCartney.